# Bahnhof Hamburg-Altona
Der Bahnhof Hamburg-Altona (bis 1938: Altona Hauptbahnhof, umgangssprachlich Altonaer Bahnhof) ist ein Kopfbahnhof der Deutschen Bahn und ein Durchgangsbahnhof der S-Bahn Hamburg. Mit täglich insgesamt 138.000 Reisenden und Besuchern gehört er zu den 21 Bahnhöfen der höchsten Preisklasse von DB InfraGO. DB InfraGO zählt ihn zu den Metropolbahnhöfen.
Im Rahmen des Projekts Neue Mitte Altona soll der Fern- und Regionalbahnhof durch einen neuen Bahnhof an der heutigen S-Bahn-Station Diebsteich ersetzt werden. Die S-Bahn-Station Altona soll bestehen bleiben.

## Lage
Der Bahnhof Hamburg-Altona liegt auf dem Gebiet des Hamburger Stadtteils Altona-Nord, unmittelbar an der Grenze zu den Stadtteilen Ottensen und Altona-Altstadt im namensgebenden Bezirk Altona mit der Postadresse Scheel-Plessen-Straße 17.

## Geschichtlicher Hintergrund
Im Dezember 1840 wurde auf Betreiben von Kaufleuten aus Altona und Kiel die Altona-Kieler Eisenbahn-Gesellschaft in dem vom dänischen König in Personalunion regierten Reichslehen Herzogtum Holstein gegründet. Die Mitglieder dieser Gesellschaft versprachen sich durch eine Verkehrsverbindung von Nord- und Ostsee bessere Absatzmöglichkeiten ihrer Waren und verfolgten dazu das Ziel, eine Eisenbahnstrecke von Altona nach Kiel zu bauen und zu betreiben. Diese dann 1844 unter dem förderlich huldigenden Namen „König Christian VIII. Ostseebahn“ eröffnete Bahnstrecke war die erste unter dänischer Hoheit. Als südlicher Endpunkt dieser Eisenbahn erhielt der in Altona und nahe dem Elbhafen errichtete Endbahnhof früh eine herausragende Bedeutung.
Nach dem Deutschen Krieg entstand im Jahr 1867 aus den beiden vormaligen Herzogtümern Schleswig und Holstein die preußische Provinz Schleswig-Holstein. Ab 1883 begannen Verhandlungen über den Ankauf der Altona-Kieler Eisenbahn durch das Königreich Preußen, das bereits ab dem 1. März 1884 deren Verwaltung und Betriebsführung durch die Königliche Eisenbahndirektion Altona übernahm, in zunächst provisorischen Räumlichkeiten der Stadt Altona. Für einen Kaufpreis von 70,65 Millionen Mark wurden die Preußischen Staatseisenbahnen am 1. Januar 1887 (oder 1. Juli 1887) Eigentümer der AKE. Die Aktiengesellschaft wurde aufgelöst. In diesem Zusammenhang wurde auch der Bahnhof Altona ab 1887 „preußisch“.
In der Folge übernahmen die Preußischen Staatseisenbahnen alle Bahnanlagen. Der Bahnhof gewann als Endpunkt von Zügen, die die Provinz Schleswig-Holstein bedienten oder deren Laufwege über das nicht-preußische Hamburg führten, weitere wirtschaftliche und strategische Bedeutung.

## Erster Bahnhof von 1844

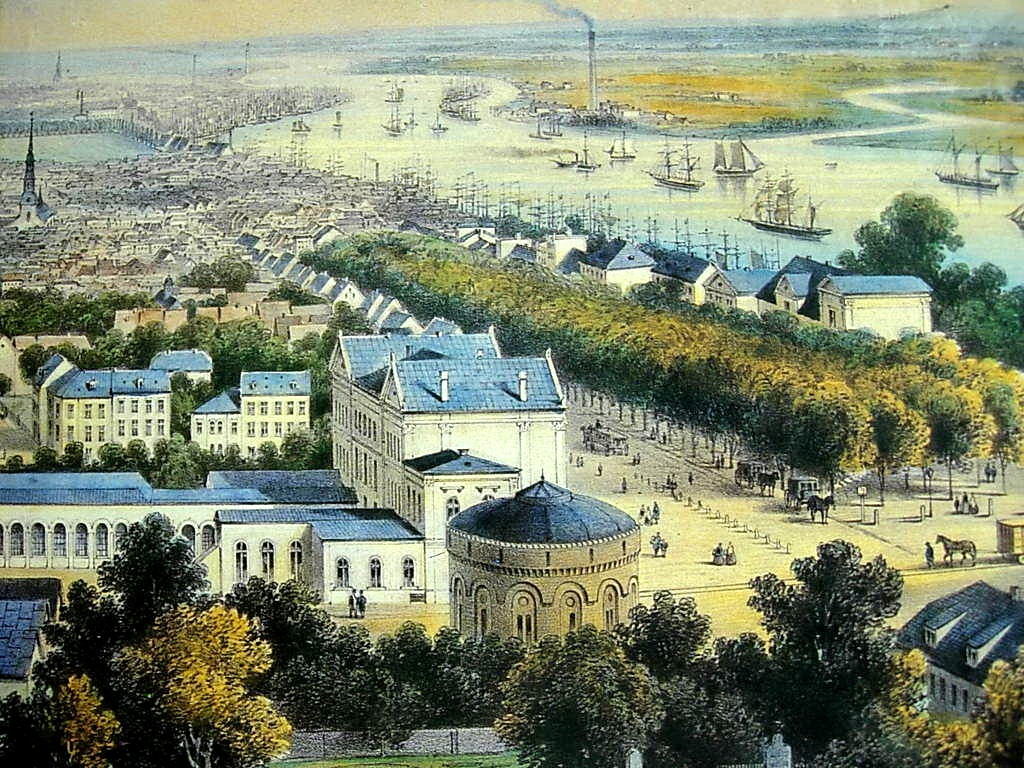
Bahnhof Altona um 1850, Stich von Julius Gottheil (1810–1868).
Am rechten Rand ist ein Pferdegespann erkennbar, das eine Fracht vom Hafen herauf auf Schienen zum Bahnhof befördert

Carl Theodor Arnemann legte im Mai 1844 den Grundstein für den ersten Bahnhof in Altona direkt oberhalb eines steil abfallenden Hanges zur Elbe, der später als „Altonaer Balkon“ bezeichnet wurde. Bei der Bevölkerung war er wegen des Lärms der Lokomotiven schnell unbeliebt. Der Altonaer Bürgermeister Caspar Behn ließ daher die parallel zur Längsachse des Bahnhofes verlaufende Bahnhofsstraße (heute südliche Max-Brauer-Allee) anlegen. Ihre Bebauung schirmte den Bahnlärm ab. 1866 wurde der Bahnhof zudem westlicher Endpunkt der Verbindungsbahn ins benachbarte Hamburg. Ab 1867 fuhr auch die Altona-Blankeneser Eisenbahn den Bahnhof an. Ein Gleis auf der Ostseite des Bahnhofs schloss ab 1845 die Altonaer Hafenbahn auf dem Altonaer Fischereihafen an das Eisenbahnnetz an. Die Güterwagen wurden dabei zunächst über eine Schiefe Ebene mit einem Seilzug den Abhang zum Hafen hinauf und hinab befördert. Ab 1876 konnten Lokomotiven durch den Schellfischtunnel den Fischereihafen befahren.
In den 1880er Jahren nahm der Eisenbahnverkehr zu und machte eine Erweiterung des Bahnhofs nötig. Inzwischen hatte jedoch die Bebauung in Altona und Ottensen stark zugenommen und behinderte die Baupläne. Deshalb wurde beschlossen, den Bahnhof etwa 700 m weiter nördlich neu zu errichten, ungefähr an der Stelle, wo sich die inzwischen drei vom Bahnhof abgehenden Streckenverläufe trennten.

Auf dem freigewordenen Bahngelände zwischen altem und neuem Bahnhof entstand eine große Grünanlage mit seitlichen Hauptverkehrsstraßen, dem heutigen Platz der Republik. An seinen Seiten wuchs in den folgenden Jahren mit zahlreichen repräsentativen Bauten (Königl. Preußische Eisenbahndirektion, Hotel Kaiserhof, Altonaer Museum, Stuhlmannbrunnen) eine großzügige neue Stadtachse. Den südlichen Abschluss des Platzes bildete das alte Bahnhofsgebäude im klassizistischen Stil. Es erhielt einen zusätzlichen Flügel an der Nordseite und nahm die Stadtverwaltung auf, die vom Rathaus nahe dem Nobistor in das nunmehr Neue Altonaer Rathaus umzog. Das Gebäude ist heute Sitz des Bezirksamtes Altona.

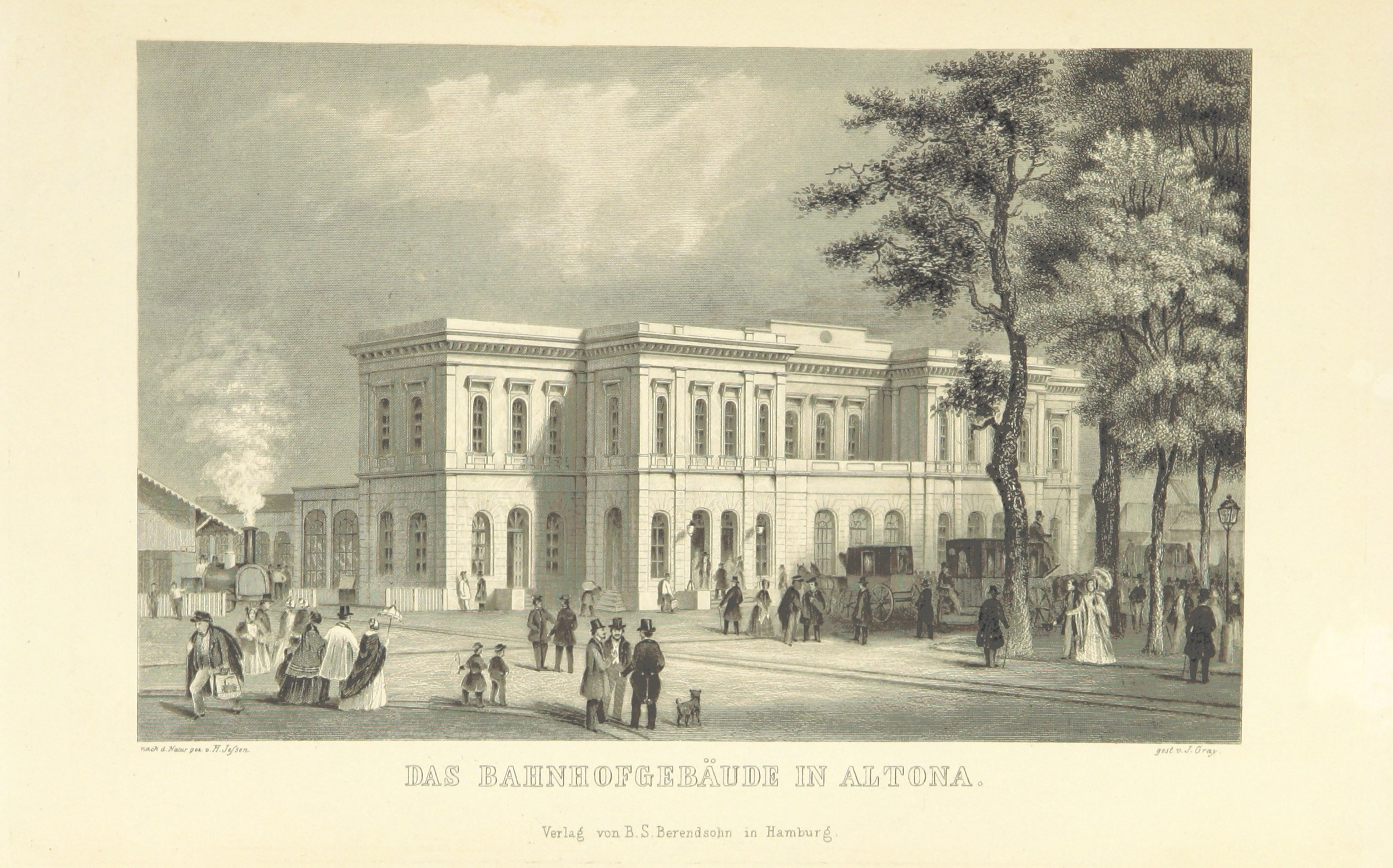
Der erste Bahnhof 1844
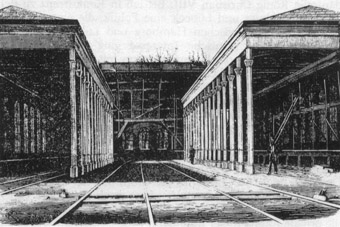
Die Personenbahnsteige hinter dem Gebäude, dazwischen zwei Gleise zum Umsetzen der Lokomotiven. Nach einer Daguerreotypie von Carl Ferdinand Stelzner um 1844[3].
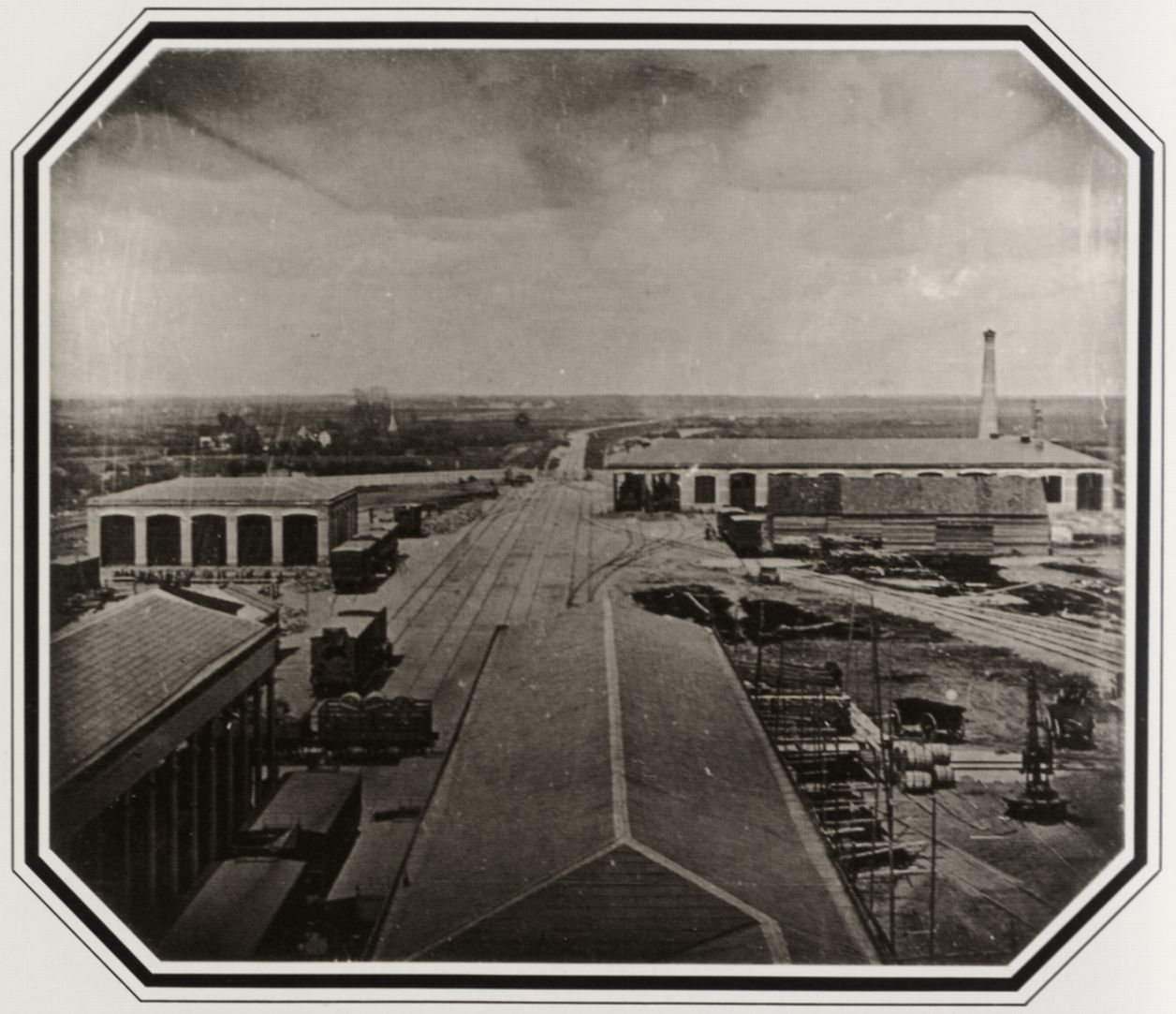
Bahnhofsanlage der Altona-Kieler Eisenbahn. Daguerreotypie von Carl Ferdinand Stelzner um 1844 (Spätsommer)[3]. Daguerreotypie im Altonaer Museum. (1890)
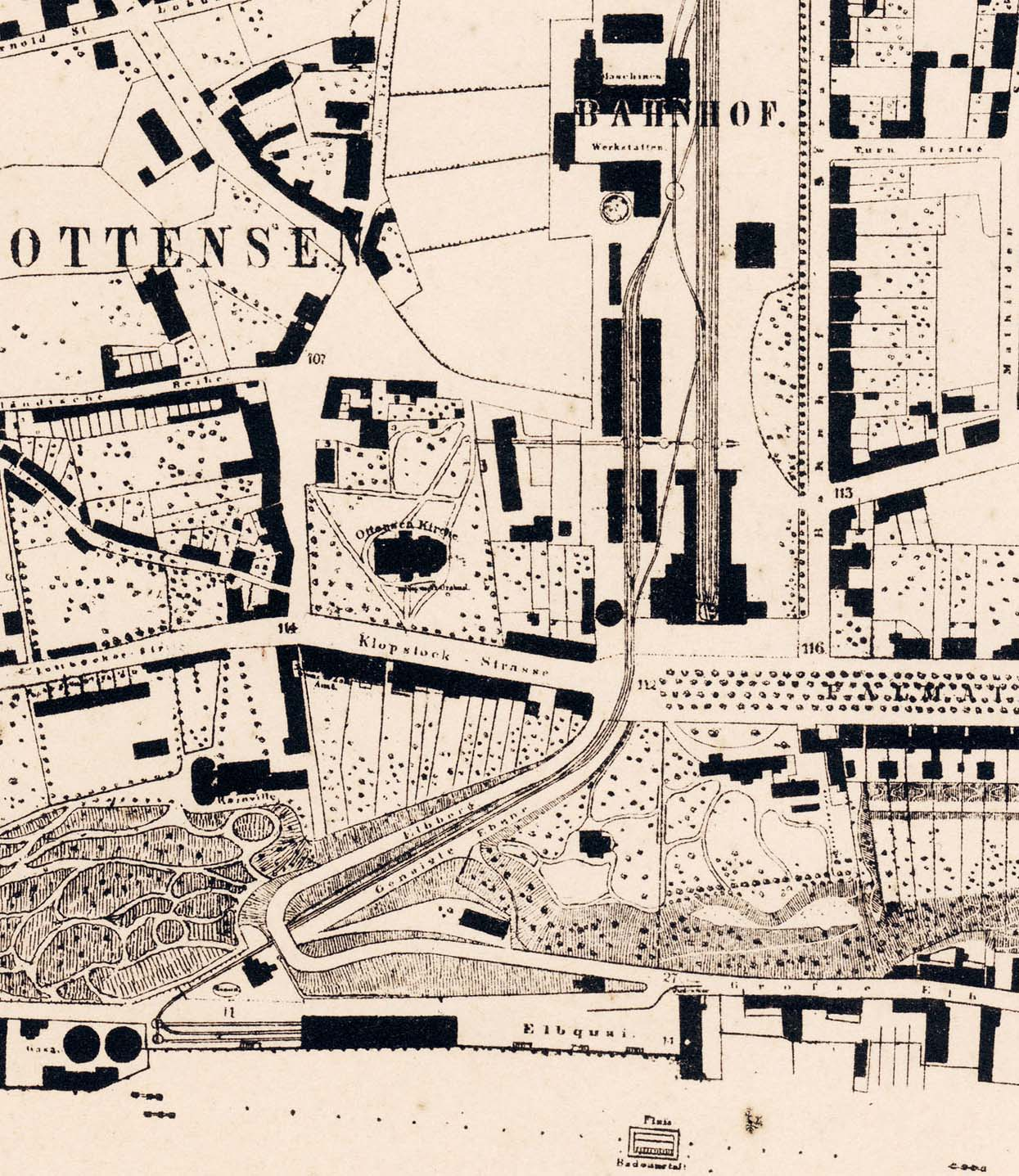
Schienenverbindung vom Bahnhof Altona zum „Elbquai“, Karte von 1860
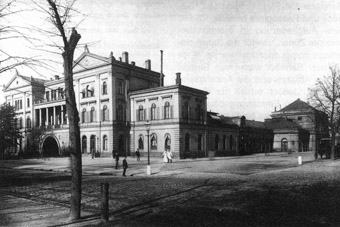
Stand um 1890, von Süden gesehen. Das halbkreisförmige Portal führt zu einer Drehscheibe vor dem Bahnhof
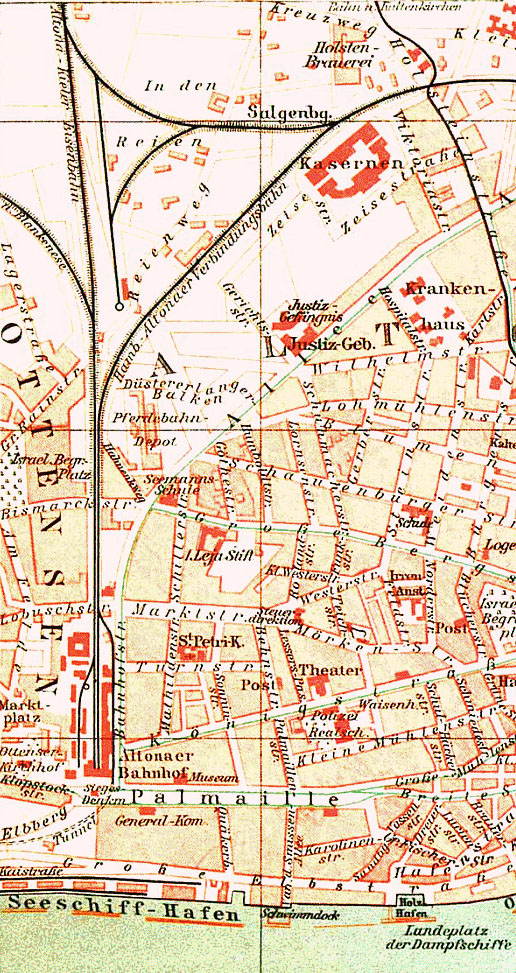
Lageplan mit den Abzweigungen nach Blankenese, nach Kiel und zur Verbindungsbahn (1890). Ausschnitt aus: Hamburg-Altona. Maßstab 1 : 17 500.

## Zweiter Bahnhof von 1898

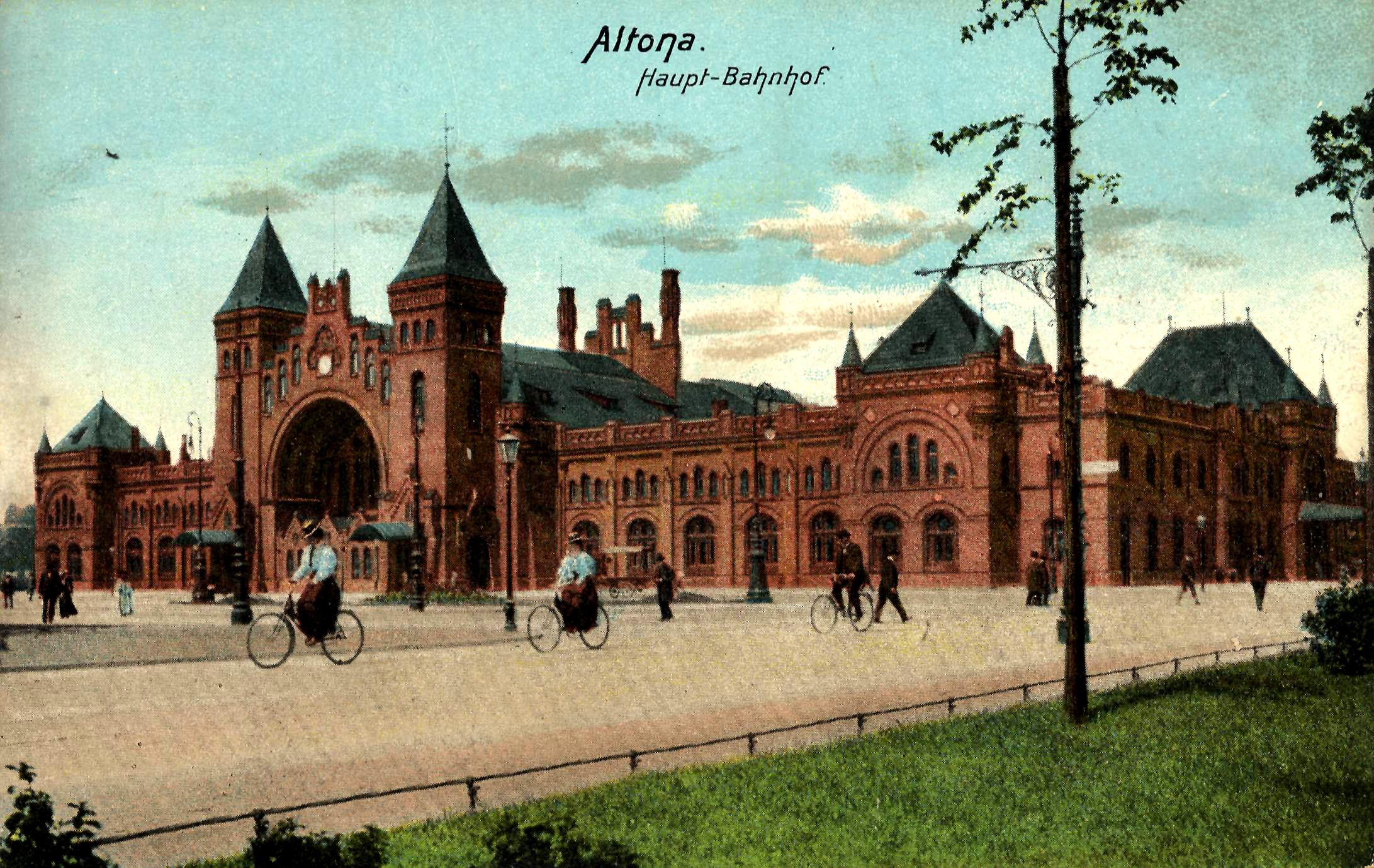
Ansichtskarte Altona Haupt-Bahnhof

Nach anfänglichen Überlegungen, den neuen Bahnhof höher zu legen, entschied man sich nach guten Erfahrungen mit dem von Hermann Eggert entworfenen Frankfurter Hauptbahnhof von 1888 für einen Neubau auf Straßenniveau durch ebendiesen Architekten. Damit der Eisenbahnverkehr weiter laufen konnte, wurden die neuen Anlagen parallel zur Stilllegung der alten in mehreren Phasen von 1893 bis 1898 errichtet. Im Rahmen der Neuanlage wurde die Hamburg-Altonaer Verbindungsbahn im Bereich des Güterbahnhofs Altona am damaligen Rainweg, der heutigen Harkortstraße, aufgeständert. Diese Viaduktkurve blieb auch nach der Neutrassierung der Verbindungsbahn eingleisig und ist es bis heute. Ferner wurde der Schellfischtunnel bis zum neuen Bahnhof verlängert.
Der nunmehr preußische Altonaer Hauptbahnhof wurde am 30. Januar 1898 eröffnet. Seine ursprünglich vierschiffige Bahnhofshalle hatte eine Länge von 160 Metern und eine Breite von 82 Metern. 1905 bis 1907 wurde noch ein fünftes Hallenschiff im Westen für die Vorortbahn gebaut. Insgesamt überspannten die Hallenschiffe elf Gleise, von denen die drei westlichen dem Vorort- und S-Bahn-Verkehr vorbehalten waren. Das Empfangsgebäude aus Backstein im Stil der Neoromanik mit seinen an das Altonaer Stadtwappen erinnernden Türmen wurde ein Wahrzeichen Altonas. Die Beibehaltung eines Kopfbahnhofs war seinerzeit naheliegend, da im Dampflokbetrieb ein häufigerer Lokwechsel notwendig war. Da in Hamburg nur ein kleines Bahnbetriebswerk im Vorfeld des Berliner Bahnhofs zur Verfügung stand und aus Platzgründen nicht zu erweitern war, fuhren nach dem zweigleisigen Ausbau der Verbindungsbahn die von Süden kommenden Züge bis Altona durch. Auf der Strecke nach Norden, die von der Verbindungsbahn am Rainweg abzweigte und den Bahnhof Altona nicht berührte, fuhren bis zur Elektrifizierung in den 1960er Jahren nur Güterzüge.

Über den mittleren Gleisen wurde 1913 ein elektromechanisches Brückenstellwerk errichtet. Es wurde 1943 zerstört und nach dem Krieg nicht wieder aufgebaut. Als die preußische Stadt Altona 1938 durch das Groß-Hamburg-Gesetz nach Hamburg eingemeindet wurde, erhielt der Altonaer Hauptbahnhof zum 1. April 1938 den Namen Bahnhof Hamburg-Altona. Im Zweiten Weltkrieg wurde der Bahnhof schwer beschädigt, jedoch in den 1950er Jahren in vereinfachter Form wieder aufgebaut. 1965 wurden die Gleisanlagen des Bahnhofs elektrifiziert.

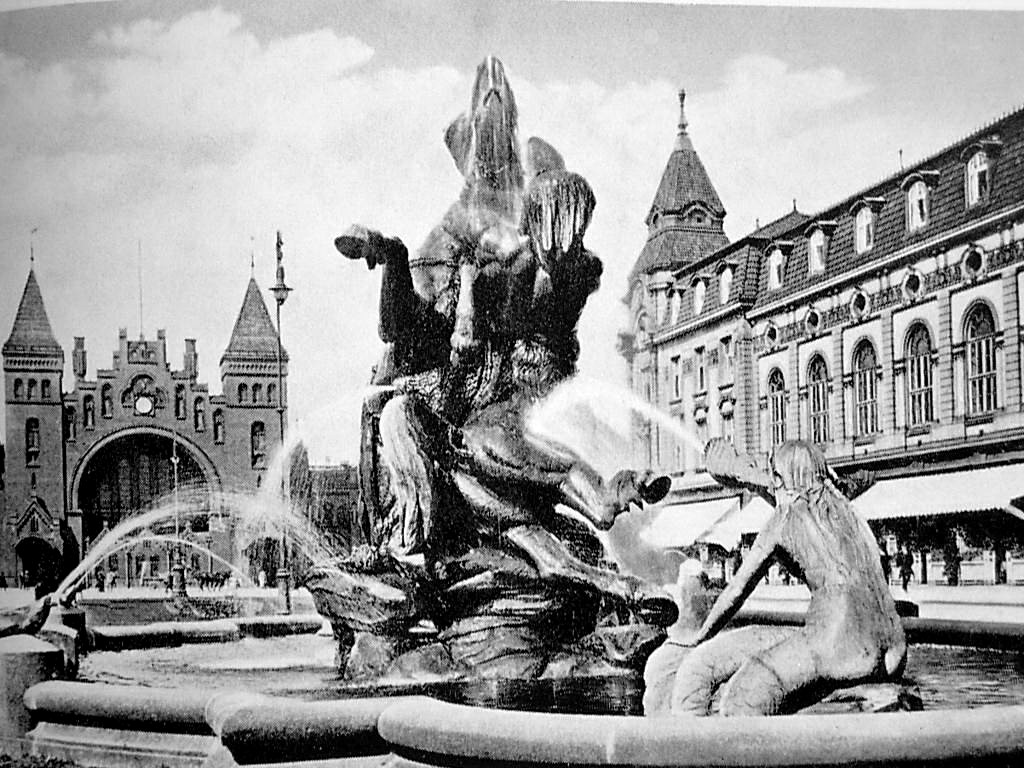
Altonaer Hauptbahnhof (1912), rechts Hotel Kaiserhof und Stuhlmannbrunnen
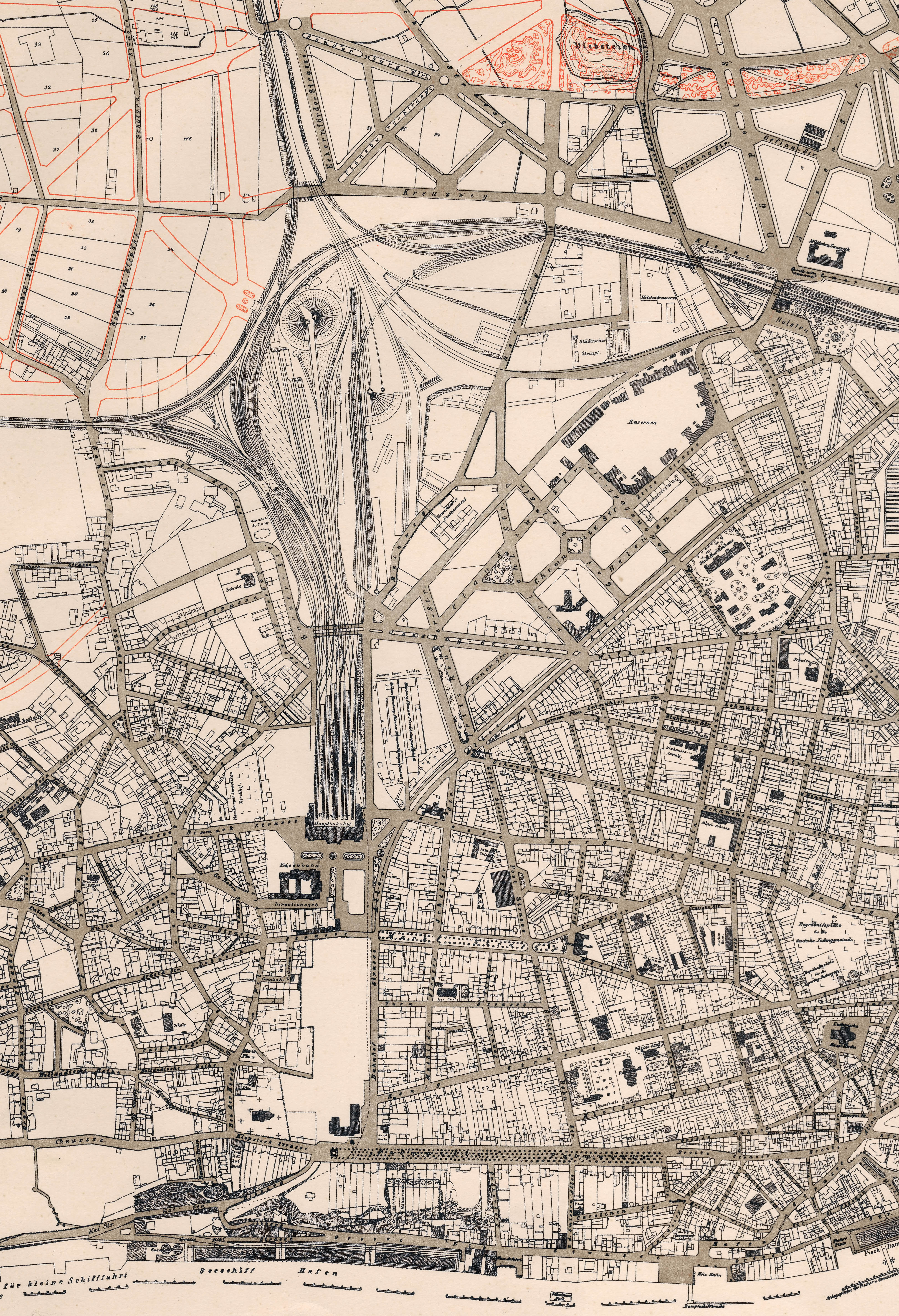
Kartenausschnitt mit Gleisplan des Altonaer Hauptbahnhofs 1894
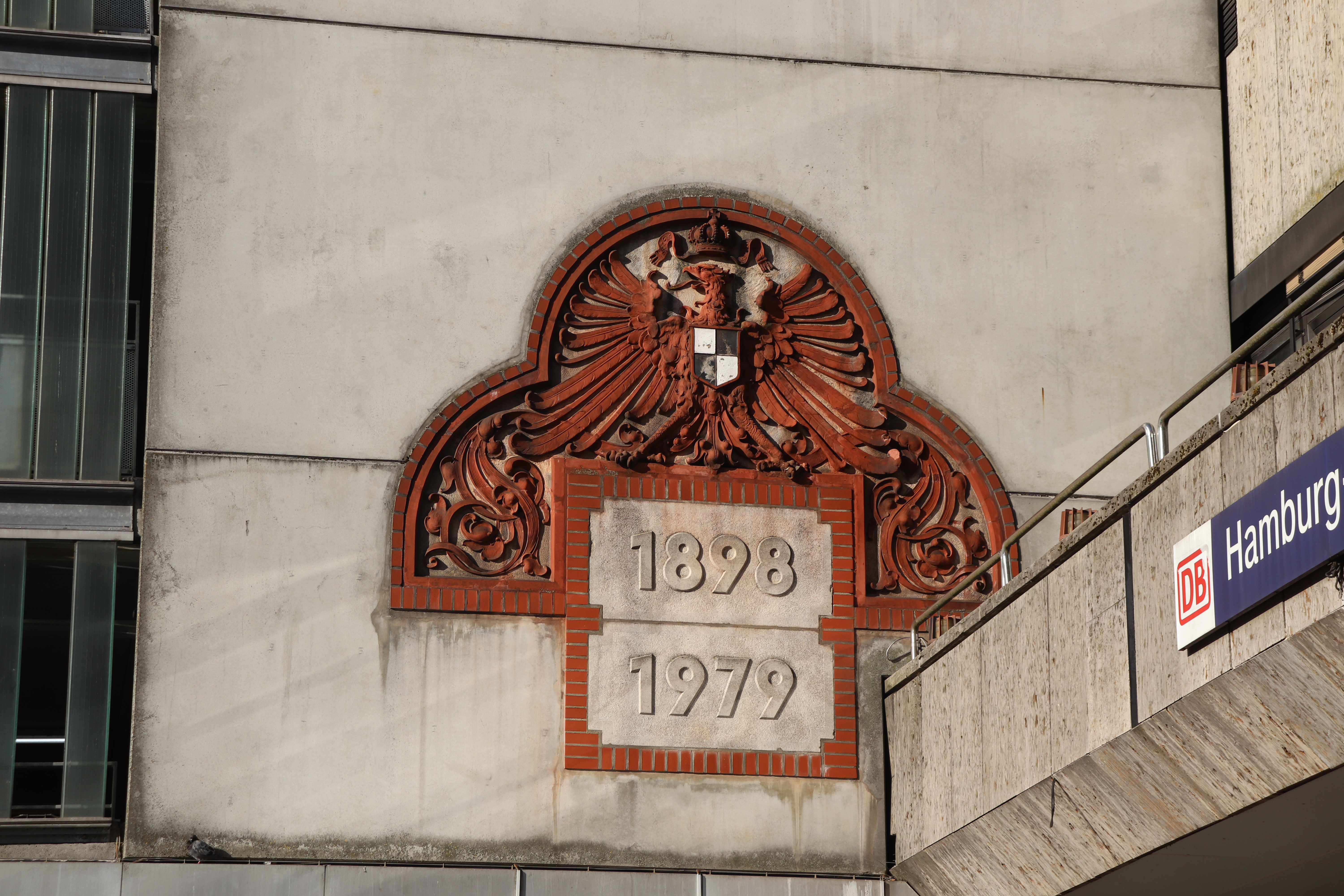
Preußisches Wappenemblem an der Außenwand des Parkhauses. In dem unteren quadratischen Feld befand sich zuvor das Uhrenzifferblatt über dem Mittelportal am alten Bahnhof.

## Dritter Bahnhof von 1979

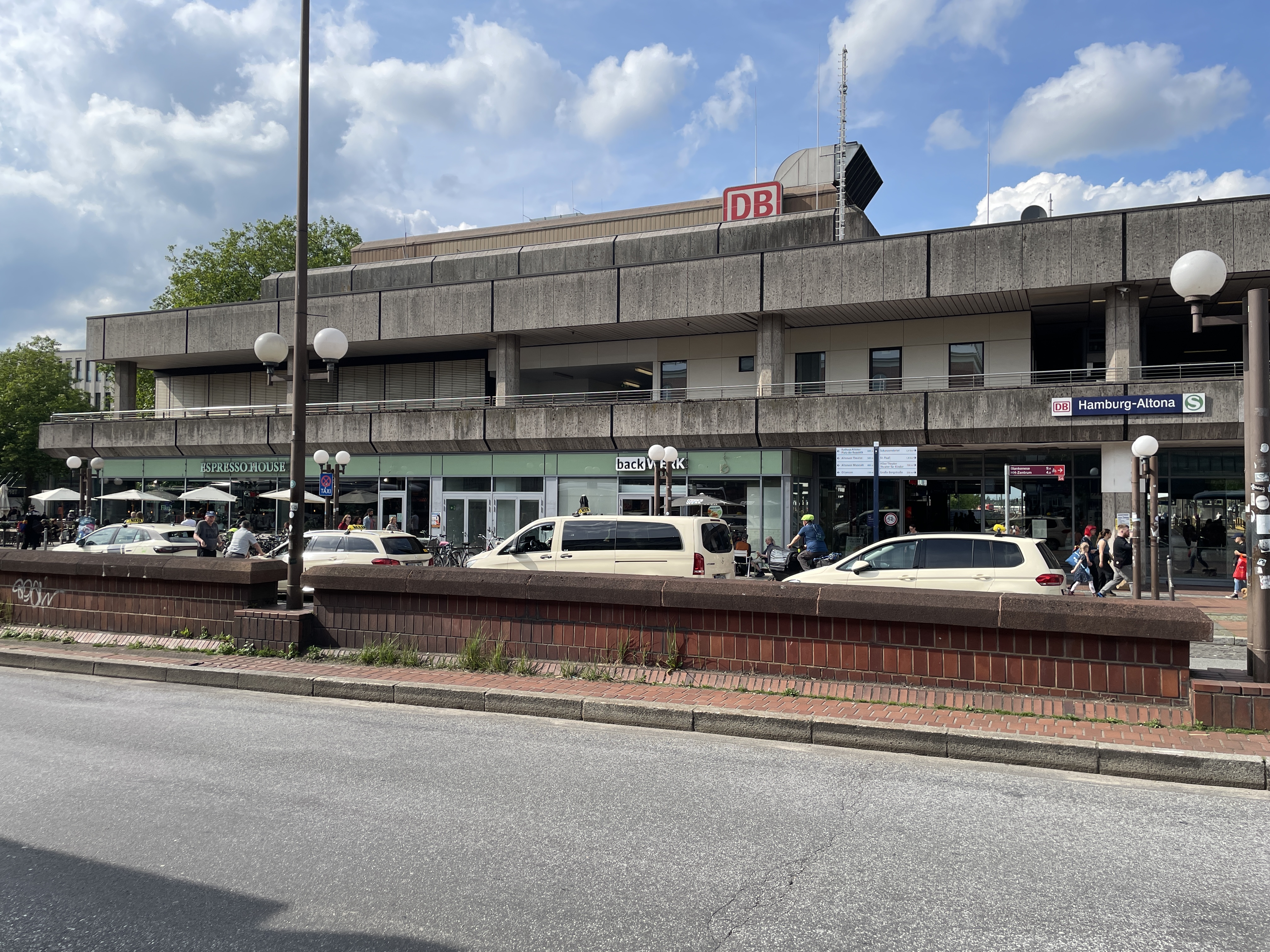
Eingangsgebäude des Bahnhofes, rechts schließt das Einkaufszentrum, ehemals Kaufhof an (2025)

Für den am 1. April 1979 in Betrieb gehenden westlichen Tunnelabschnitt der City-S-Bahn Hamburg zum Hamburger Hauptbahnhof entstand unter dem westlichen Teil des Bahnhofsgebäudes und des Bahnhofsvorplatzes eine neue viergleisige Tunnelstation. Mit der Begründung, das alte Bahnhofsgebäude könne den Erschütterungen beim Bau nicht standhalten, wurde es 1974 trotz massiven öffentlichen Widerspruchs samt Bahnhofshallen abgerissen.
Der Großteil der Kosten des 60-Millionen-DM-Projekts wurden durch die Warenhauskette Kaufhof finanziert, die auch die Federführung für den Neubau übernahm. Die Eröffnung war 1974 zunächst für Ostern 1977 projektiert.
Ersetzt wurde es durch einen zweistöckigen Bau aus grauen Betonfertigteilen, an den sich südöstlich der doppelt so hohe Quader einer Filiale der Kaufhof AG anschloss.  Das Innere des eigentlichen Bahnhofsgebäudes wurde in den fast drei Jahrzehnten seines Bestehens mehrmals renoviert, dabei wurde der Versuch unternommen, es durch helle Anstriche freundlicher zu gestalten. Die vier Fernbahnsteige erhielten einfache Dächer. An Stelle der drei Vorortgleise liegt die Rampe zur viergleisigen Tunnelstation.

### Stellwerk von 1995

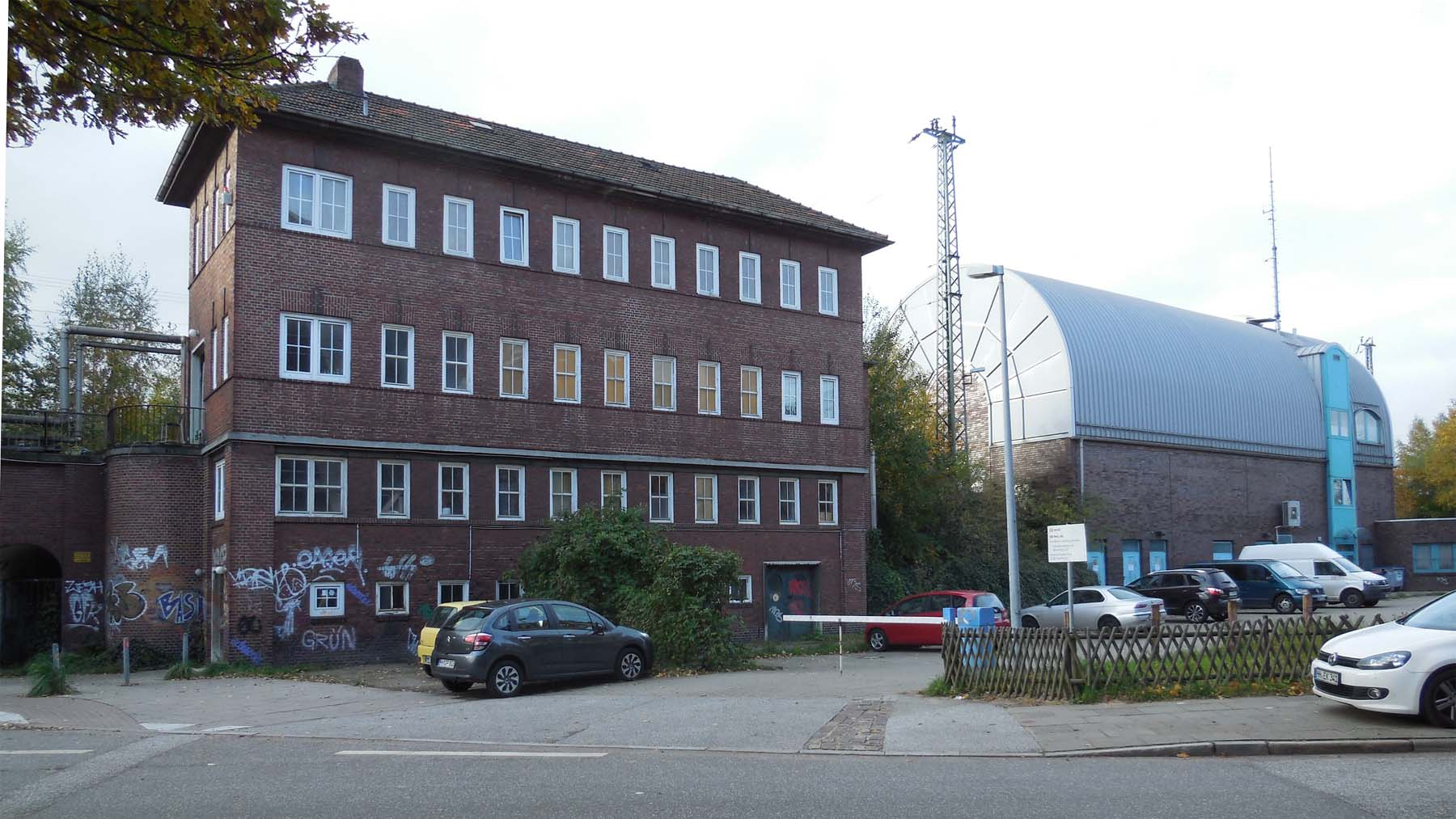
Altes und neues Stellwerk am südlichen Ende der Harkortstraße (2015)

Am Bahnhof Hamburg-Altona wurde zwischen dem 11. und dem 13. März 1995 ein 62,6 Millionen D-Mark teures Elektronisches Stellwerk (ESTW) im Netz der Deutschen Bahn in Betrieb genommen. Das ESTW ersetzte acht vorhergehende Stellwerke. Es umfasst vier Arbeitsplätze für Fahrdienstleiter am Bahnhof sowie einen Fahrdienstleiter am einen Kilometer entfernten Güterbahnhof; insgesamt konnten dadurch 49 Arbeitsplätze eingespart werden. Zur Zeit seiner Inbetriebnahme steuerte das ESTW den Zugverkehr mit 160 Weichen, rund 250 Signalen und 215 Gleisstromkreisen. Aufgrund von Softwaremängeln kam es anfangs zu erheblichen Problemen, zwölf Stunden nach Inbetriebnahme schaltete sich das Stellwerk erstmals selbsttätig ab. Nach knapp dreitägiger Fehlersuche wurde die Ursache gefunden: Zwei fehlerhaft gesetzte Bits führten wiederholt zu einem Speicherüberlauf, der wiederum zur Abschaltung der Anlage führte. Da die alten Stellwerke bereits zurückgebaut worden waren, konnte der Zustand vor Inbetriebnahme nicht mehr reaktiviert werden. Vom 28. März bis zum Fahrplanwechsel am 27. Mai 1995 galt ein Notfahrplan. In der Folge verpflichteten sich die ESTW-Hersteller Siemens und Alcatel, Testzentren zu errichten, in denen neue elektronische Stellwerke vor Inbetriebnahme am unter simulierter Maximallast gestressten System getestet und die zukünftigen Bediener geschult werden können.

### Sanierung 2005

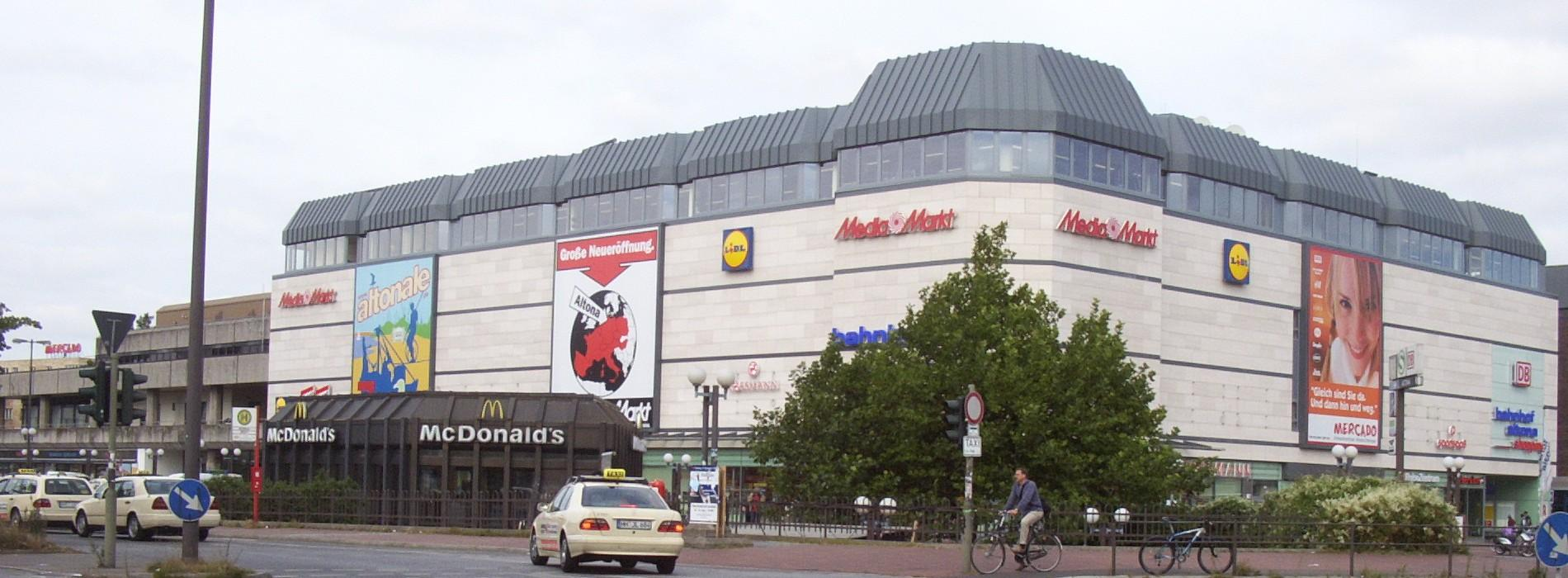
Außenfassade nach Umbau (2005)

Nachdem der Kaufhof den Standort Anfang der 2000er Jahre aufgegeben hatte, wurde der Komplex bis ins Frühjahr 2006 umfangreich umgebaut. Das erste und zweite Stockwerk des ehemaligen Kaufhof ist nun ein MediaMarkt, im Untergeschoss befinden sich eine Lidl-Filiale sowie Ladengeschäfte für Reisebedarf, Backwaren und Mitnehm-Imbisse. Im Erdgeschoss befinden sich das Reisezentrum der Deutschen Bahn, eine Autovermietung, eine Rossmann-Filiale und weitere Ladengeschäfte sowie eine Reihe von Gastronomiebetrieben.
An der Gebäuderückseite stößt westlich der Gleise ein Parkhaus an, auf der gegenüberliegenden östlichen Seite befindet sich das 5-stöckige, 133 Zimmer umfassende InterCityHotel Hamburg-Altona.

### Sanierung 2014/2016
Ab Januar 2014 erfolgte eine neuerliche Sanierung der ersten Untergeschoss-Ebene mit den Zugängen zu den oberirdischen Fußgängerzonen, Bussteigen, Fernbahngleisen und den tiefergelegenen Bahnsteigen der S-Bahn. Der etwa 5.000 m² umfassende Bereich wurde entkernt, die Ladengeschäfte neu verteilt, Boden und Wandbeläge erneuert und neue Lichtanlagen eingebaut. Die Gesamtkosten wurden mit 13 Millionen Euro beziffert. Am 8. September 2016 wurden die Arbeiten mit einer offiziellen Eröffnungsveranstaltung abgeschlossen.

### Eigentümer
2013 erwarb die britische Investmentfirma Reit RDI (ehemals Redefine) das Bahnhofsgebäude für 72,5 Millionen Euro vom irischen Investmentmanager CMC Capital, der seinerseits das Gebäude 2007 für 67 Millionen Euro von der Pirelli RE und der DGAG Deutsche Grundvermögen gekauft hatte. Diese waren seit 2003 Eigentümer des Komplexes.
Im September 2019 hatten sich die Reit RDI mit der Volksbank Braunschweig-Wolfsburg (Brawo) über eine Veräußerung des Objekts für 91 Millionen Euro geeinigt. Im November 2019 gab die Stadt Hamburg bekannt, von ihrem Vorkaufsrecht Gebrauch zu machen.

## Verbindungen

### Historische Strecken
- nach Westen (Altona-Blankeneser Eisenbahn ab 1867) in Richtung Blankenese, 1883 verlängert bis Wedel, heutige S-Bahn-Strecke der Linie S1
- nach Norden (Altona-Kieler Eisenbahn, seit 1844) in Richtung Elmshorn – Neumünster – Kiel, später Fortführung nach Flensburg – Skandinavien sowie in Elmshorn abzweigend die Strecke Itzehoe – Husum – Westerland (Marschbahn)
- nach Osten (Hamburg-Altonaer Verbindungsbahn, seit 1866) in Richtung Hamburg Hbf, mit Anschluss an die Bahnen nach Berlin und Lübeck später auch nach Skandinavien, Hannover – Süddeutschland und Bremen – Ruhrgebiet
- nach Süden zum Elbufer, der Altonaer Hafenbahn (1845–1992) und dem Altonaer Fischereihafen durch den Schellfischtunnel, für den Güterverkehr

### Fernverkehr
Direkte Verbindungen bestehen zu den Städten nördlich von Hamburg, die Strecken in die anderen Richtungen berühren zunächst die Bahnhöfe Hamburg Dammtor und Hamburg Hauptbahnhof, nach Westen und Süden (Bahnstrecken Richtung Bremen und Hannover) auch Hamburg-Harburg.
Am Bahnhof Hamburg-Altona beginnen und enden zahlreiche ICE und Intercity/EuroCity-Züge, einige Nachtzüge sowie Flixtrain mit der Linie FLX 20.
| Linie           | Linienverlauf | Linienverlauf | Linienverlauf | Takt                                             | Fahrzeuge                      |
| --------------- | --- | --- | --- | ------------------------------------------------ | ------------------------------ |
| ICE 11          | Hamburg-Altona – Hamburg Dammtor – Hamburg – Berlin-Spandau –Berlin – Berlin Südkreuz – Wittenberg – Leipzig – Erfurt – Eisenach – Fulda – Frankfurt – Mannheim – Stuttgart – Ulm – Augsburg – München-Pasing – München | Hamburg-Altona – Hamburg Dammtor – Hamburg – Berlin-Spandau –Berlin – Berlin Südkreuz – Wittenberg – Leipzig – Erfurt – Eisenach – Fulda – Frankfurt – Mannheim – Stuttgart – Ulm – Augsburg – München-Pasing – München | Hamburg-Altona – Hamburg Dammtor – Hamburg – Berlin-Spandau –Berlin – Berlin Südkreuz – Wittenberg – Leipzig – Erfurt – Eisenach – Fulda – Frankfurt – Mannheim – Stuttgart – Ulm – Augsburg – München-Pasing – München | einzelne Züge                                    | ICE 4                          |
| ICE 18          | Hamburg-Altona – Hamburg Dammtor – Hamburg – Ludwigslust – Wittenberge – Berlin-Spandau – Berlin – Berlin Südkreuz – Bitterfeld – Halle – Erfurt – Bamberg – Erlangen – Nürnberg – | Treuchtlingen – Donauwörth – Augsburg – München-Pasing – | München | zweistündlich                                    | ICE 1, ICE 4                   |
| ICE 18          | Hamburg-Altona – Hamburg Dammtor – Hamburg – Ludwigslust – Wittenberge – Berlin-Spandau – Berlin – Berlin Südkreuz – Bitterfeld – Halle – Erfurt – Bamberg – Erlangen – Nürnberg – | Ingolstadt – | München | zweistündlich                                    | ICE 1, ICE 4                   |
| ICE 20          | Hamburg-Altona –Hamburg Dammtor – Hamburg – Hannover – Göttingen – Kassel-Wilhelmshöhe – Fulda – Hanau – Frankfurt – Mannheim – Karlsruhe – Baden-Baden – Freiburg – Basel Bad – Basel SBB – Zürich – Sargans – Landquart – Chur | Hamburg-Altona –Hamburg Dammtor – Hamburg – Hannover – Göttingen – Kassel-Wilhelmshöhe – Fulda – Hanau – Frankfurt – Mannheim – Karlsruhe – Baden-Baden – Freiburg – Basel Bad – Basel SBB – Zürich – Sargans – Landquart – Chur | Hamburg-Altona –Hamburg Dammtor – Hamburg – Hannover – Göttingen – Kassel-Wilhelmshöhe – Fulda – Hanau – Frankfurt – Mannheim – Karlsruhe – Baden-Baden – Freiburg – Basel Bad – Basel SBB – Zürich – Sargans – Landquart – Chur | zweistündlich                                    | ICE 1, ICE 4                   |
| ICE 22          | Hamburg-Altona –Hamburg Dammtor – Hamburg –Hannover – Göttingen – Kassel-Wilhelmshöhe – Frankfurt – Frankfurt Flughafen – Mannheim – Heidelberg – Stuttgart | Hamburg-Altona –Hamburg Dammtor – Hamburg –Hannover – Göttingen – Kassel-Wilhelmshöhe – Frankfurt – Frankfurt Flughafen – Mannheim – Heidelberg – Stuttgart | Hamburg-Altona –Hamburg Dammtor – Hamburg –Hannover – Göttingen – Kassel-Wilhelmshöhe – Frankfurt – Frankfurt Flughafen – Mannheim – Heidelberg – Stuttgart | zweistündlich                                    | ICE 1, ICE 4                   |
| ICE 24          | Hamburg-Altona – Hamburg Dammtor – Hamburg – Hamburg-Harburg – Lüneburg – Bad Bevensen – Uelzen – Celle – Langenhagen – Hannover – Göttingen – Kassel-Wilhelmshöhe – Fulda – Würzburg – Steinach – Ansbach – Gunzenhausen – Treuchtlingen – Donauwörth – Augsburg –München-Pasing – München – Rosenheim – Brannenburg – Oberaudorf – Kiefersfelden – Kufstein – Wörgl (– Jenbach – Innsbruck)/(Hopfgarten – Westendorf – Brixen – Kirchberg – Kitzbühel – St. Johann – Fieberbrunn – Hochfilzen – Saalfelden – Zell am See – Schwarzach-St. Veit) | Hamburg-Altona – Hamburg Dammtor – Hamburg – Hamburg-Harburg – Lüneburg – Bad Bevensen – Uelzen – Celle – Langenhagen – Hannover – Göttingen – Kassel-Wilhelmshöhe – Fulda – Würzburg – Steinach – Ansbach – Gunzenhausen – Treuchtlingen – Donauwörth – Augsburg –München-Pasing – München – Rosenheim – Brannenburg – Oberaudorf – Kiefersfelden – Kufstein – Wörgl (– Jenbach – Innsbruck)/(Hopfgarten – Westendorf – Brixen – Kirchberg – Kitzbühel – St. Johann – Fieberbrunn – Hochfilzen – Saalfelden – Zell am See – Schwarzach-St. Veit) | Hamburg-Altona – Hamburg Dammtor – Hamburg – Hamburg-Harburg – Lüneburg – Bad Bevensen – Uelzen – Celle – Langenhagen – Hannover – Göttingen – Kassel-Wilhelmshöhe – Fulda – Würzburg – Steinach – Ansbach – Gunzenhausen – Treuchtlingen – Donauwörth – Augsburg –München-Pasing – München – Rosenheim – Brannenburg – Oberaudorf – Kiefersfelden – Kufstein – Wörgl (– Jenbach – Innsbruck)/(Hopfgarten – Westendorf – Brixen – Kirchberg – Kitzbühel – St. Johann – Fieberbrunn – Hochfilzen – Saalfelden – Zell am See – Schwarzach-St. Veit) | einzelne Fahrten                                 | ICE T                          |
| ICE 25          | Hamburg-Altona –Hamburg Dammtor –Hamburg – Hamburg-Harburg – Lüneburg – Uelzen –Hannover – Göttingen – Kassel-Wilhelmshöhe – Fulda – Würzburg – Nürnberg – Ingolstadt – München | Hamburg-Altona –Hamburg Dammtor –Hamburg – Hamburg-Harburg – Lüneburg – Uelzen –Hannover – Göttingen – Kassel-Wilhelmshöhe – Fulda – Würzburg – Nürnberg – Ingolstadt – München | Hamburg-Altona –Hamburg Dammtor –Hamburg – Hamburg-Harburg – Lüneburg – Uelzen –Hannover – Göttingen – Kassel-Wilhelmshöhe – Fulda – Würzburg – Nürnberg – Ingolstadt – München | stündlich                                        | ICE 1, ICE 2, ICE 4            |
| ICE 27          | Hamburg-Altona – Hamburg – Berlin – Dresden | Hamburg-Altona – Hamburg – Berlin – Dresden | Hamburg-Altona – Hamburg – Berlin – Dresden | einzelne Fahrten                                 | ICE 1                          |
| ICE 28          | Hamburg-Altona – Hamburg Dammtor – Hamburg – Ludwigslust – Wittenberge – Berlin-Spandau – Berlin – Berlin Südkreuz – Wittenberg – Leipzig – Erfurt – Coburg – Bamberg – Erlangen – Nürnberg – Ingolstadt – München | Hamburg-Altona – Hamburg Dammtor – Hamburg – Ludwigslust – Wittenberge – Berlin-Spandau – Berlin – Berlin Südkreuz – Wittenberg – Leipzig – Erfurt – Coburg – Bamberg – Erlangen – Nürnberg – Ingolstadt – München | Hamburg-Altona – Hamburg Dammtor – Hamburg – Ludwigslust – Wittenberge – Berlin-Spandau – Berlin – Berlin Südkreuz – Wittenberg – Leipzig – Erfurt – Coburg – Bamberg – Erlangen – Nürnberg – Ingolstadt – München | zweistündlich                                    | ICE 4, ICE T                   |
| ICE 29          | Hamburg-Altona – Hamburg Dammtor – Hamburg – Berlin-Spandau – Berlin – Berlin Südkreuz – Halle – Erfurt – Nürnberg – München | Hamburg-Altona – Hamburg Dammtor – Hamburg – Berlin-Spandau – Berlin – Berlin Südkreuz – Halle – Erfurt – Nürnberg – München | Hamburg-Altona – Hamburg Dammtor – Hamburg – Berlin-Spandau – Berlin – Berlin Südkreuz – Halle – Erfurt – Nürnberg – München | einzelne Fahrten                                 | ICE 3                          |
| ICE 39          | Hamburg-Altona – Hamburg Dammtor – Hamburg – Münster – Essen – Duisburg – Düsseldorf – Köln | Hamburg-Altona – Hamburg Dammtor – Hamburg – Münster – Essen – Duisburg – Düsseldorf – Köln | Hamburg-Altona – Hamburg Dammtor – Hamburg – Münster – Essen – Duisburg – Düsseldorf – Köln | einzelne Fahrten                                 | 9-teiliger ICE 1               |
| ICE 42          | Hamburg-Altona –Hamburg Dammtor – Hamburg – Hamburg-Harburg – Bremen – Osnabrück – Münster – Dortmund – Hagen – Wuppertal – Solingen – Köln – Frankfurt Flughafen – Mannheim – Stuttgart – Ulm – Augsburg – München-Pasing – München | Hamburg-Altona –Hamburg Dammtor – Hamburg – Hamburg-Harburg – Bremen – Osnabrück – Münster – Dortmund – Hagen – Wuppertal – Solingen – Köln – Frankfurt Flughafen – Mannheim – Stuttgart – Ulm – Augsburg – München-Pasing – München | Hamburg-Altona –Hamburg Dammtor – Hamburg – Hamburg-Harburg – Bremen – Osnabrück – Münster – Dortmund – Hagen – Wuppertal – Solingen – Köln – Frankfurt Flughafen – Mannheim – Stuttgart – Ulm – Augsburg – München-Pasing – München | zweistündlich                                    | ICE 4                          |
| ICE 43          | Hamburg-Altona - Hamburg Dammtor -Hamburg - Hamburg-Harburg - Bremen - Osnabrück - Münster - Dortmund – Bochum – Essen – Duisburg – Düsseldorf –Köln – Frankfurt Flughafen – Mannheim – Karlsruhe – Offenburg – Freiburg – Basel Bad – Basel SBB | Hamburg-Altona - Hamburg Dammtor -Hamburg - Hamburg-Harburg - Bremen - Osnabrück - Münster - Dortmund – Bochum – Essen – Duisburg – Düsseldorf –Köln – Frankfurt Flughafen – Mannheim – Karlsruhe – Offenburg – Freiburg – Basel Bad – Basel SBB | Hamburg-Altona - Hamburg Dammtor -Hamburg - Hamburg-Harburg - Bremen - Osnabrück - Münster - Dortmund – Bochum – Essen – Duisburg – Düsseldorf –Köln – Frankfurt Flughafen – Mannheim – Karlsruhe – Offenburg – Freiburg – Basel Bad – Basel SBB | einzelne Fahrten                                 | ICE3M, ICE 4                   |
| ICE 91          | Hamburg-Altona – Hamburg Dammtor – Hamburg – Hamburg-Harburg – Hannover – Göttingen – Kassel-Wilhelmshöhe – Fulda –Würzburg – Nürnberg – Regensburg – Plattling – Passau – Schärding – Wels – Linz – Amstetten – St. Pölten – Tullnerfeld – Wien Meidling – Wien | Hamburg-Altona – Hamburg Dammtor – Hamburg – Hamburg-Harburg – Hannover – Göttingen – Kassel-Wilhelmshöhe – Fulda –Würzburg – Nürnberg – Regensburg – Plattling – Passau – Schärding – Wels – Linz – Amstetten – St. Pölten – Tullnerfeld – Wien Meidling – Wien | Hamburg-Altona – Hamburg Dammtor – Hamburg – Hamburg-Harburg – Hannover – Göttingen – Kassel-Wilhelmshöhe – Fulda –Würzburg – Nürnberg – Regensburg – Plattling – Passau – Schärding – Wels – Linz – Amstetten – St. Pölten – Tullnerfeld – Wien Meidling – Wien | einzelne Fahrten                                 | ICE T                          |
| IC 24           | Hamburg-Altona – Hamburg Dammtor – Hamburg – Hamburg-Harburg – Lüneburg – Uelzen – Celle – Hannover – Göttingen – Kassel-Wilhelmshöhe – Fulda – Würzburg – Steinach – Ansbach – Gunzenhausen – Treuchtlingen – Donauwörth – Augsburg – München Ost – Rosenheim – Bad Endorf – Prien – Übersee – Traunstein – Freilassing – Ainring – Hammerau – Piding – Bad Reichenhall – Bad Reichenhall-Kirchberg – Bayerisch Gmain – Bischofswiesen – Berchtesgaden                                                                                           | Hamburg-Altona – Hamburg Dammtor – Hamburg – Hamburg-Harburg – Lüneburg – Uelzen – Celle – Hannover – Göttingen – Kassel-Wilhelmshöhe – Fulda – Würzburg – Steinach – Ansbach – Gunzenhausen – Treuchtlingen – Donauwörth – Augsburg – München Ost – Rosenheim – Bad Endorf – Prien – Übersee – Traunstein – Freilassing – Ainring – Hammerau – Piding – Bad Reichenhall – Bad Reichenhall-Kirchberg – Bayerisch Gmain – Bischofswiesen – Berchtesgaden                                                                                           | Hamburg-Altona – Hamburg Dammtor – Hamburg – Hamburg-Harburg – Lüneburg – Uelzen – Celle – Hannover – Göttingen – Kassel-Wilhelmshöhe – Fulda – Würzburg – Steinach – Ansbach – Gunzenhausen – Treuchtlingen – Donauwörth – Augsburg – München Ost – Rosenheim – Bad Endorf – Prien – Übersee – Traunstein – Freilassing – Ainring – Hammerau – Piding – Bad Reichenhall – Bad Reichenhall-Kirchberg – Bayerisch Gmain – Bischofswiesen – Berchtesgaden                                                                                           | einzelne Fahrten                                 | IC                             |
| EC 27           | Hamburg-Altona – Hamburg Dammtor – Hamburg – Hamburg-Bergedorf – Büchen – Ludwigslust – Wittenberge – Berlin-Spandau – Berlin – Berlin Südkreuz – Elsterwerda – Dresden-Neustadt – Dresden – Bad Schandau – Děčín – Ústí nad Labem – Praha-Holešovice – Praha – Kolín – Pardubice – Česká Třebová – Brno – Břeclav – Kúty – Bratislava – Nové Zámky – Štúrovo – Szob – Nagymaros-Visegrád – Vác – Budapest Nyugati | Hamburg-Altona – Hamburg Dammtor – Hamburg – Hamburg-Bergedorf – Büchen – Ludwigslust – Wittenberge – Berlin-Spandau – Berlin – Berlin Südkreuz – Elsterwerda – Dresden-Neustadt – Dresden – Bad Schandau – Děčín – Ústí nad Labem – Praha-Holešovice – Praha – Kolín – Pardubice – Česká Třebová – Brno – Břeclav – Kúty – Bratislava – Nové Zámky – Štúrovo – Szob – Nagymaros-Visegrád – Vác – Budapest Nyugati | Hamburg-Altona – Hamburg Dammtor – Hamburg – Hamburg-Bergedorf – Büchen – Ludwigslust – Wittenberge – Berlin-Spandau – Berlin – Berlin Südkreuz – Elsterwerda – Dresden-Neustadt – Dresden – Bad Schandau – Děčín – Ústí nad Labem – Praha-Holešovice – Praha – Kolín – Pardubice – Česká Třebová – Brno – Břeclav – Kúty – Bratislava – Nové Zámky – Štúrovo – Szob – Nagymaros-Visegrád – Vác – Budapest Nyugati | zweistündlich (eine Fahrt pro Tag nach Budapest) | IC-Wagen der České dráhy       |
| EC 43           | Hamburg-Altona - Hamburg Dammtor - Hamburg - Hamburg-Harburg - Bremen - Diepholz - Osnabrück - Münster - Dortmund – Bochum – Essen – Duisburg – Düsseldorf – Köln – Bonn – Koblenz – Mainz – Mannheim – Karlsruhe – Baden-Baden – Freiburg – Basel Bad – Basel SBB – Liestal – Olten – Bern – Thun – Spiez – Interlaken West – Interlaken Ost | Hamburg-Altona - Hamburg Dammtor - Hamburg - Hamburg-Harburg - Bremen - Diepholz - Osnabrück - Münster - Dortmund – Bochum – Essen – Duisburg – Düsseldorf – Köln – Bonn – Koblenz – Mainz – Mannheim – Karlsruhe – Baden-Baden – Freiburg – Basel Bad – Basel SBB – Liestal – Olten – Bern – Thun – Spiez – Interlaken West – Interlaken Ost | ein Zugpaar | ein Zugpaar                                      | DB-Baureihe 101 + SBB EC-Wagen |
| Stand: Mai 2024 | | | |                                                  |                                |

Der Fern- und Regionalverkehr wird an vier Mittelbahnsteigen (Gleise 5–12) abgewickelt. Grundsätzlich können alle Gleise in alle Richtungen benutzt werden, jedoch fahren üblicherweise ICE-Züge in Richtung Süden, die in Hamburg-Altona eingesetzt werden, von Gleisen höherer Nummer (etwa Gleise 9–12) ab, während ICE-Züge aus Richtung Süden, die in Hamburg-Altona enden, in die Gleise niedrigerer Nummer einfahren (etwa Gleise 5–8). Der Regionalverkehr nach Norden wird in den Gleisen mittlerer Nummerierung bereitgestellt (etwa 7–10). Aus betrieblichen Gründen gibt es natürlich auch Abweichungen von dieser Regel. Bis in die 1990er Jahre war die Gleisnummerierung der Fernbahngleise um eine Stelle niedriger, da bis zum Bau der viergleisigen S-Bahn-Tunnelstation 1979 nur drei – damals noch oberirdische – S-Bahn-Gleise vorhanden waren, die alte Gleisnummerierung der Ferngleise (4–11) aber vorerst beibehalten wurde. Gleis 4 war also doppelt vergeben, sowohl als S-Bahn-Gleis im Tunnelbahnhof, als auch als Fernbahngleis. Erst nach einigen Jahren wurde die Gleisnummerierung so geändert, dass die Nummern eindeutig sind.

#### Nacht- und Autoreisezüge
Die früheren City-Night-Line-Verbindungen wurden 2016 eingestellt. Einige Nachtzüge wurden von der Österreichischen Bundesbahn übernommen und verkehren seitdem als Nightjet. Mehrere saisonale, als Urlaubs-Express (UEX) geführte Züge starten hier ihre Reise in den Süden. Außerdem hält der saisonale SJ EuroNight hier.
Der Bahnhof Hamburg-Altona war eines von sieben Autozugterminals der DB Fernverkehr in Deutschland. Von hier aus verkehrten Autoreisezüge nach Lörrach, München, Villach, Wien, Alessandria, Bozen und Narbonne. Bis 2016 hatte die Deutsche Bahn alle Autoreisezüge eingestellt, nur die Verbindung nach Wien wurde von der Österreichischen Bundesbahn übernommen und als Teil der Nightjet-Verbindung weitergeführt. Das private Unternehmen BTE betreibt außerdem weiterhin ein saisonales Autoreisezug-Angebot nach Lörrach und die von Train4You betriebenen saisonalen Urlaubs-Express-Züge transportieren ebenfalls Fahrzeuge in den Süden.
Einmalig für Deutschland ist die Verladung der Kraftfahrzeuge innerhalb eines Personenbahnhofs, die gewöhnlich in abseits gelegenen Anlagen durchgeführt wird. In Altona wird bei bereitstehenden Autroreisezügen die Oberleitung abgeschaltet, um Unfälle zu vermeiden, die zu verladenden Kraftfahrzeuge fahren dann über den Querbahnsteig zu den Zufahrtsrampen, über die beide Ladeebenen der Autoreisezugwagen erreicht werden. Der Querbahnsteig wird währenddessen für den Publikumsverkehr teilweise abgetrennt. Nach der Kfz-Verladung können die Fahrgäste in die Reisezugwagen umsteigen, die Oberleitung wird wieder eingeschaltet und die Abfahrt des Zuges eingeleitet.
| Gattung         | Linienverlauf | Linienverlauf | Bemerkungen |
| --------------- | --- | --- | --- |
| NJ              | ÖBB Nightjet Hamburg-Altona – Hamburg Dammtor – Hamburg – Hannover – Göttingen – Würzburg – Nürnberg – | Augsburg – München – Kufstein – Wörgl – Jenbach – Innsbruck | 1 Zugpaar täglich; Fahrzeugtransport zwischen Hamburg und Wien                                                                                         |
| NJ              | ÖBB Nightjet Hamburg-Altona – Hamburg Dammtor – Hamburg – Hannover – Göttingen – Würzburg – Nürnberg – | Regensburg – Passau – Wels – Linz – Amstetten – St. Pölten – Wien Meidling – Wien – Wien (Auroreisezuganlage) | 1 Zugpaar täglich; Fahrzeugtransport zwischen Hamburg und Wien                                                                                         |
| NJ              | ÖBB Nightjet Hamburg-Altona – Hamburg – Hamburg-Harburg – Bremen – Hannover – Göttingen – Frankfurt Süd – Mannheim – Karlsruhe – Baden-Baden – Offenburg – Freiburg – Basel Bad Bf – Basel SBB – Brugg – Baden – Zürich | ÖBB Nightjet Hamburg-Altona – Hamburg – Hamburg-Harburg – Bremen – Hannover – Göttingen – Frankfurt Süd – Mannheim – Karlsruhe – Baden-Baden – Offenburg – Freiburg – Basel Bad Bf – Basel SBB – Brugg – Baden – Zürich | täglich |
| BTE             | BTE AutoReiseZug Hamburg – Lörrach | BTE AutoReiseZug Hamburg – Lörrach | saisonal einzelne Zugpaare; Fahrzeugtransport zwischen Hamburg und Lörrach                                                                             |
| UEX             | Urlaubs-Express Hamburg – Hannover – München – Wörgl – Innsbruck | Urlaubs-Express Hamburg – Hannover – München – Wörgl – Innsbruck | saisonal einzelne Zugpaare; Fahrzeugtransport zwischen Hamburg und Innsbruck                                                                           |
| UEX             | Urlaubs-Express Hamburg – Hannover – Göttingen – Würzburg – Augsburg – München (– Wörgl – Innsbruck – Ötztal – St Anton am Arlberg)                                                                                     | Urlaubs-Express Hamburg – Hannover – Göttingen – Würzburg – Augsburg – München (– Wörgl – Innsbruck – Ötztal – St Anton am Arlberg)                                                                                     | saisonal einzelne Zugpaare; Fahrzeugtransport zwischen Hamburg und München wird im Winter von/bis St Anton verlängert                                  |
| EN              | SJ Nattåg Hamburg-Altona – Odense – Københavns Lufthavn/Kastrup – Malmö – Lund – Hässleholm – Alvesta – Nässjö – Linköping – Norrköping – Stockholm C                                                                   | SJ Nattåg Hamburg-Altona – Odense – Københavns Lufthavn/Kastrup – Malmö – Lund – Hässleholm – Alvesta – Nässjö – Linköping – Norrköping – Stockholm C                                                                   | Ein Zugpaar täglich; Züge halten auch in Lund und anderen Bahnhöfen. Im Sommer fahren diese Züge nicht von Altona, sondern von Berlin über Hamburg Hbf |
| Stand: Mai 2024 | | | |

### Regionalverkehr

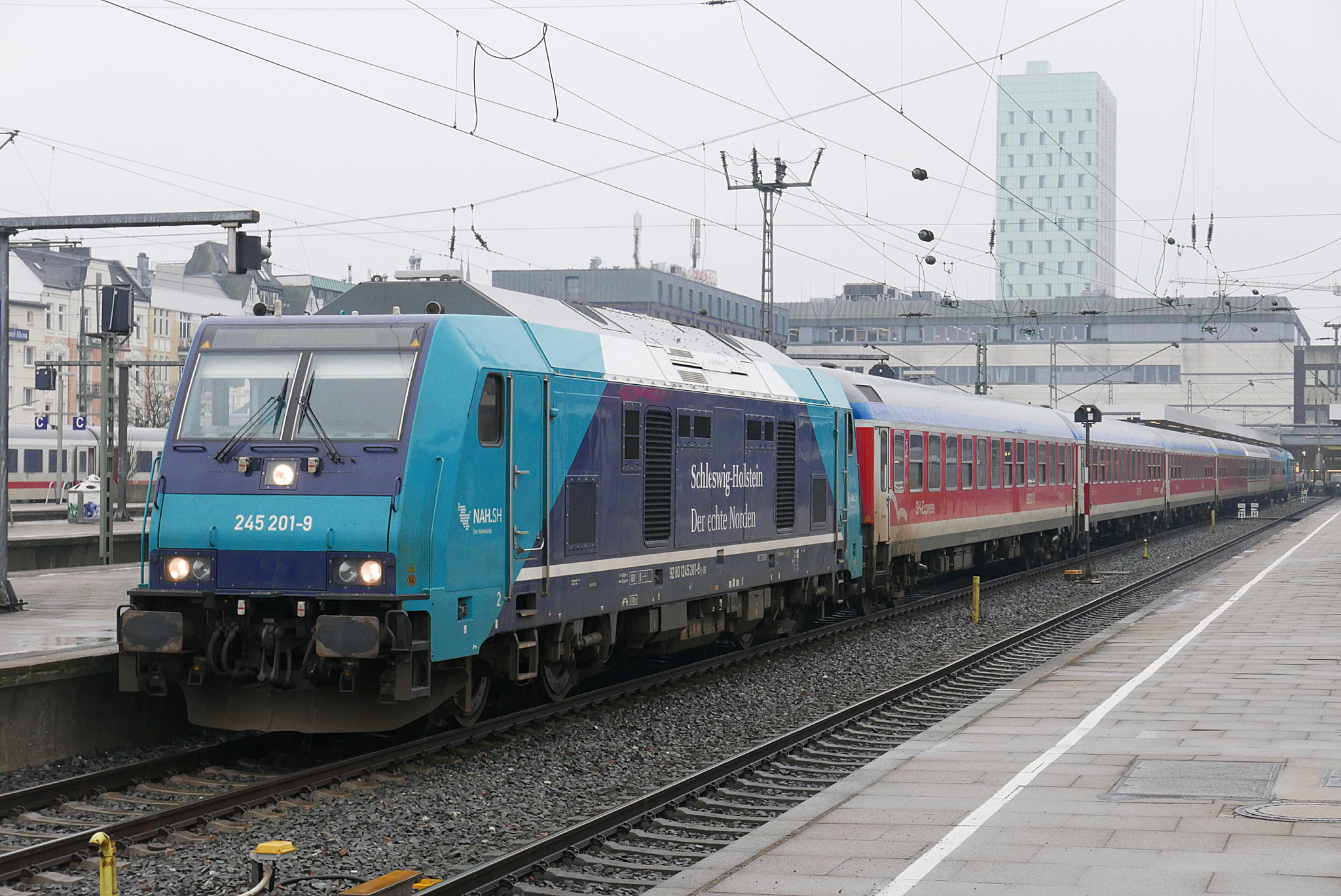
RE 6 nach Westerland (Sylt)

| Linie           | Zuglauf | Zuglauf | Takt                                                          | Eisenbahnverkehrsunternehmen | Fahrzeugmaterial                                                       |
| --------------- | --- | --- | ------------------------------------------------------------- | ---------------------------- | ---------------------------------------------------------------------- |
| RE 6            | Hamburg-Altona – Pinneberg – Elmshorn – Glückstadt – Itzehoe – Heide (Holstein) – Lunden – Friedrichstadt – Husum – Bredstedt – Langenhorn (Schleswig) – Niebüll – Klanxbüll – Morsum (Sylt) – Keitum – Westerland (Sylt) | Hamburg-Altona – Pinneberg – Elmshorn – Glückstadt – Itzehoe – Heide (Holstein) – Lunden – Friedrichstadt – Husum – Bredstedt – Langenhorn (Schleswig) – Niebüll – Klanxbüll – Morsum (Sylt) – Keitum – Westerland (Sylt) | stündlich                                                     | DB Regio Schleswig-Holstein  | Bombardier Traxx + Married-Pair-Wagen oder Bombardier-Doppelstockwagen |
| RE 60           | Hamburg-Altona – Heide (Holst) – Husum – Niebüll – Klanxbüll – Morsum – Keitum – Westerland (Sylt) | Hamburg-Altona – Heide (Holst) – Husum – Niebüll – Klanxbüll – Morsum – Keitum – Westerland (Sylt) | ein Zug täglich in der Sommermonaten                          | DB Regio Schleswig-Holstein  | Bombardier Traxx + Married-Pair-Wagen oder Bombardier-Doppelstockwagen |
| RB 71           | Hamburg-Altona – Pinneberg – Prisdorf – Tornesch – Elmshorn – (Flügelung) | Horst (Holstein) – Dauenhof – Wrist | stündlich, in der HVZ halbstündlich mit Flügelung in Elmshorn | nordbahn                     | Stadler Flirt                                                          |
| RB 71           | Hamburg-Altona – Pinneberg – Prisdorf – Tornesch – Elmshorn – (Flügelung) | Herzhorn – Glückstadt – Krempe – Kremperheide – Itzehoe | stündlich, in der HVZ halbstündlich mit Flügelung in Elmshorn | nordbahn                     | Stadler Flirt                                                          |
| Stand: Mai 2024 | | |                                                               |                              |                                                                        |

### S-Bahn

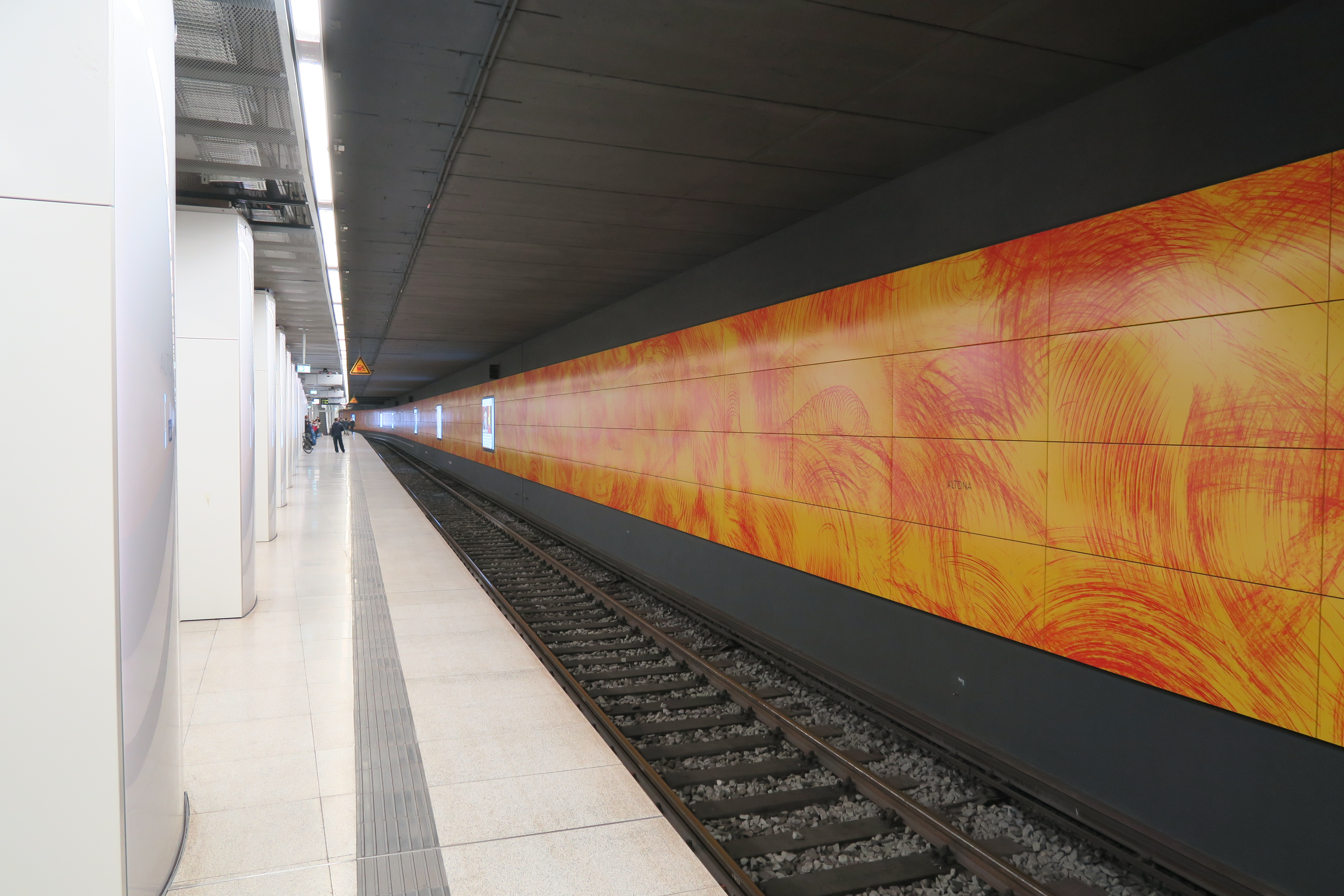
Ein Bahnsteig des S-Bahnhofs Altona

Für den Verkehr der S-Bahn besteht seit 1979 eine separate Tunnelstation (Gleise 1–4) im südwestlichen Teil des Bahnhofs. Nördlich davon treten die Gleise neben den Fernbahnsteigen in einer Rampe ans Tageslicht, dahinter befinden sich umfangreiche Abstellanlagen sowie Überwerfungsbauwerke für die Verzweigung der Gleise in Richtung Blankenese, Elbgaustraße und Dammtor. Südlich der Bahnsteige liegt eine eingleisige Kehranlage, hinter der sich der Tunnel der City-S-Bahn durch die Hamburger Innenstadt bis zum Hauptbahnhof fortsetzt.
Westlicher Bahnsteig – stadteinwärts Richtung Hamburg Hbf:
- Gleis 1: Linie S1 über Jungfernstieg nach Poppenbüttel und zum Flughafen sowie Linie S3 über Jungfernstieg nach Neugraben
- Gleis 2: Linie S2 über Dammtor nach Bergedorf und Aumühle

Östlicher Bahnsteig – Richtung stadtauswärts
- Gleis 3: Linie S2 endet hier
- Gleis 4: Linie S1 Richtung Blankenese und Wedel sowie Linie S3 Richtung Pinneberg

In beiden Richtungen sind zwischen den Zügen der S1 und S2 im Fahrplan bahnsteiggleiche Anschlüsse vorgesehen.
| Linie | Verlauf |
| ----- | --- |
| S 1   | Wedel – Rissen – Sülldorf – Iserbrook – Blankenese – Hochkamp – Klein Flottbek – Othmarschen – Bahrenfeld – Ottensen – Altona – Königstraße – Reeperbahn – Landungsbrücken – Stadthausbrücke – Jungfernstieg – Hauptbahnhof – Berliner Tor – Landwehr – Hasselbrook – Wandsbeker Chaussee – Friedrichsberg – Barmbek – Alte Wöhr (Stadtpark) – Rübenkamp – Ohlsdorf \ Streckenast Poppenbüttel – Kornweg (Klein Borstel) – Hoheneichen – Wellingsbüttel – Poppenbüttel / Streckenast Flughafen – Hamburg Airport (Flughafen) |
| S 2   | Altona – Holstenstraße – Sternschanze – Dammtor – Hauptbahnhof – Berliner Tor – Rothenburgsort – Tiefstack – Billwerder-Moorfleet – Mittlerer Landweg – Allermöhe – Nettelnburg – Bergedorf – Reinbek – Wohltorf – Aumühle |
| S 3   | Pinneberg – Thesdorf – Halstenbek – Krupunder – Elbgaustraße – Eidelstedt – Stellingen (Arenen) – Langenfelde – Diebsteich – Altona – Königstraße – Reeperbahn – Landungsbrücken – Stadthausbrücke – Jungfernstieg – Hauptbahnhof – Hammerbrook (City Süd) – Elbbrücken – Veddel (BallinStadt) – Wilhelmsburg – Harburg – Harburg Rathaus – Heimfeld (TU Hamburg) – Neuwiedenthal – Neugraben |

### Busverkehr
Am Bahnhof Hamburg-Altona verkehren 20 Buslinien von sechs Abfahrtsbereichen aus.
| Linie | Verlauf | Abfahrtsbereiche                                                                |
| ----- | --- | ------------------------------------------------------------------------------- |
| 1     | (S Rissen – Asklepios Westklinikum –) Sieversstücken – S Sülldorf – S Blankenese – Schenefelder Holt – Osdorf – Elbe-Einkaufszentrum – Trabrennbahn Bahrenfeld – S Othmarschen – AK Altona – Kreuzkirche Ottensen – Bf. Altona                                                                          | A                                                                               |
| 2     | Schenefeld, Achterndiek –/ Schenefeld Busbetriebshof – Dorfplatz – Schenefelder Platz – Lurup – Trabrennbahn Bahrenfeld – Bf. Altona – Rathaus Altona – Fischmarkt – U S Landungsbrücken – U Baumwall – HafenCity, Am Sandtorkai – U Steinstr. – Hauptbahnhof/ZOB – U S Berliner Tor                    | B (Richtung Schenefeld) und E (Richtung U S Berliner Tor)                       |
| 15    | S Othmarschen – Rathaus Altona – Bf. Altona – U Schlump – U Hallerstraße – Alsterchaussee | A (Richtung S Othmarschen) und C (Richtung Alsterchaussee)                      |
| 16    | Rugenfeld – Elbe-Einkaufszentrum – S Bahrenfeld – Bf. Altona – S Reeperbahn – U St. Pauli – Rathausmarkt – Hauptbahnhof – U Lübecker Str. – U Wartenau – S Friedrichsberg – U Straßburger Str. – Rentenversicherung Nord – Bf. Rahlstedt                                                                | E (Richtung Rentenversicherung Nord) und B (Richtung Elbe-Einkaufszentrum)      |
| 20    | Bf. Altona – S Holstenstr. – Eimsbüttel, Schulweg – Hoheluft, Gärtnerstr. – UK Eppendorf – Eppendorfer Marktpl. – U Hudtwalckerstr. – Winterhuder Marktpl. – City Nord, New-York-Ring – S Rübenkamp | E                                                                               |
| 25    | Bf. Altona – S Holstenstr. – Eimsbüttel, Schulweg – Hoheluft, Gärtnerstr. – UK Eppendorf – Eppendorfer Marktpl. – U Kellinghusenstr. – U Hudtwalckerstr. – Winterhuder Marktpl. – U Sierichstr. – Goldbekplatz – U Mundsburg – U Wartenau – S Landwehr – U Burgstraße (– S Hammerbrook – Sachsenstraße) | E                                                                               |
| X86   | Teufelsbrück (Fähre) – Bf. Altona | D                                                                               |
| 111   | Bf. Altona – Kreuzfahrtterminal Altona – S Reeperbahn – U S Landungsbrücken – U Baumwall – Elbphilharmonie – Überseequartier – HafenCity Universität – U S Elbbrücken | C                                                                               |
| 112   | S Blankenese – Teufelsbrück (Fähre) – Bf. Altona – S Reeperbahn – U St. Pauli – Johannes-Brahms-Platz – U Stephansplatz – Hauptbahnhof – S Hammerbrook – Ausschläger Weg (Verkehrsamt) – Hamm-Süd, Osterbrookplatz                                                                                      | C (Richtung Hauptbahnhof – Hamm-Süd) und D (Richtung S Blankensee)              |
| 113   | Neumühlen/Övelgönne – Bf. Altona – Neue Mitte Altona, Eva-Rühmkorf-Str. | B (Richtung Neumühlen/Övelgönne) und C (Richtung Neue Mitte Altona)             |
| 115   | S Klein Flottbek – S Othmarschen – Kreuzkirche Ottensen – Bf. Altona – S Reeperbahn – S Holstenstraße – Langenfelde (– Eidelstedter Platz) | E (Richtung Langenfelde – Eidelstedter Platz) und B (Richtung S Klein Flottbek) |
| 150   | Cranz, Estebogen – Sperrwerk Estemündung – AIRBUS – Hamburg-Finkenwerder – BAB-Auffahrt Waltershof – AK Altona – Kreuzkirche Ottensen – Bf. Altona | E                                                                               |
| 183   | Bf. Altona – S Holstenstraße – Langenfelderdamm – Volksparkstraße – Eidelstedter Platz – Deepenbrook (Möbel Höffner) – Kalvslohtwiete | E                                                                               |
| 250   | (Fischbeker Heideweg –) S Neugraben – S Neuwiedenthal – BAB-Auffahrt Waltershof – AK Altona – Bf. Altona | E                                                                               |
| 288   | Pflegezentrum Lutherpark – Bf. Altona | B                                                                               |
| 601   | S Wedel – Schulau – Rissen – Sülldorf – Hamburg-Blankenese – Osdorf – Elbe-Einkaufszentrum – Othmarschen – AK Altona – Bf. Altona – Reeperbahn – U St.Pauli – U Rödingsmarkt (Großer Burstah) – Rathausmarkt                                                                                            | A (Richtung Wedel) und C (Richtung Rathausmarkt)                                |
| 609   | Bf. Altona – Reeperbahn – U St. Pauli – Rathausmarkt – Hauptbahnhof – U S Berliner Tor – U Burgstraße – BAB-Auffahrt Horn – U Horner Rennbahn – U Billstedt – U Mümmelmannsberg – Bf. Bergedorf – Speckenweg                                                                                            | C                                                                               |
| 621   | S Wedel – Schulau – Rissen – S Sülldorf – S Iserbrook – Osdorf – Elbe-Einkaufszentrum – S Bahrenfeld – Bf. Altona | A                                                                               |
| 641   | Bf. Altona – Reeperbahn – U St. Pauli – Rathausmarkt – Hauptbahnhof – Bf. Harburg – S Harburg Rathaus – S Neuwiedenthal – S Neugraben – Sandbek, Neckersstücken | D (Richtung Harburg) nur eine Fahrt mo–fr                                       |

## Güterbahnhof Altona
Unmittelbar nördlich an den Personenbahnhof schloss sich der Güterbahnhof Altona an. Er war mit einer Fläche von 100.000 Quadratmetern sowie sieben Ladebahnsteigen und weiteren sechs von der Straße aus anfahrbaren Ladestraßen und zahlreichen Rangiergleisen ausgedehnter als die oberirdischen Anlagen des Personenbahnhofs. Hinzu kam als Außenstelle der rund 1000 Meter entfernte Hafen- bzw. Kaibahnhof der Altonaer Hafenbahn. Der Güterbahnhof war bis 1996 in Betrieb.

## Bahnbetriebswerk Altona
Das Bahnbetriebswerk Hamburg-Altona begann 1896 als Betriebsanlage für den Güterverkehr der Preußisch-Hessischen Eisenbahngemeinschaft, entwickelte sich in der Zeit der Reichs- bzw. Bundesbahn zu einem der wichtigsten Dampflokbetriebswerke und beherbergte bis zum Ende ihres Einsatzes Schnellzugdampfloks. 1982 übernahm das Bahnbetriebswerk Hamburg-Eidelstedt seine Funktion.

## Historische U-Bahn-Planungen
Bereits im Generalplan für das Schnellbahnnetz aus dem Jahr 1935 war eine quer unter dem Fernbahnhof Altona verlaufende, zweigeschossige U-Bahn-Station als Umsteigehaltestelle geplant. Sie hätte als Haltestelle für eine Linie zwischen Freihafen und Lurup (Innenstadttangente) und einer weiteren zwischen Neumühlen und Freihafen (Alsterhalbring) dienen sollen. Noch im Kriegsjahr 1942 wurde eine viergleisige U-Bahn-Station mit Mittelbahnsteigen geplant.
Bei der Konstruktion des Tiefbahnhofes der heutigen City-S-Bahn wurde die künftige Errichtung einer darunter und quer dazu verlaufenden Haltestelle der Hamburger U-Bahn baulich berücksichtigt: in diesem Bereich liegt unter der Station eine feste Bodenplatte, ein so genannter „Hilfstunnel“. Darunter könnte später einmal ein Tunnel errichtet werden, ohne den darüber hinweg gehenden S-Bahn-Verkehr zu beeinträchtigen. Auch wurde für die Zugangsanlagen zu der möglichen Station im S-Bahn-Bereich Platz gelassen: An der Wand zwischen den Treppen zum westlichen Bahnsteig sowie unterhalb der südlichen Treppenanlage (gegenüber vom Abfertigungshäuschen) könnten die Treppenanlagen zur U-Bahn-Station enden. Weitere Vorleistungen gibt es nicht, insbesondere keinen vollständigen U-Bahn-Tunnel. Ein ähnlicher Hilfstunnel (Bodenplatte) wurde auch unter der Autobahn A7 in Bahrenfeld errichtet.
Diese Vorleistungen wurden für die damalige Planung einer Linie U4 zwischen Lurup und Winterhude erbracht, die jedoch nicht realisiert wurde.

## Aktuelle Pläne

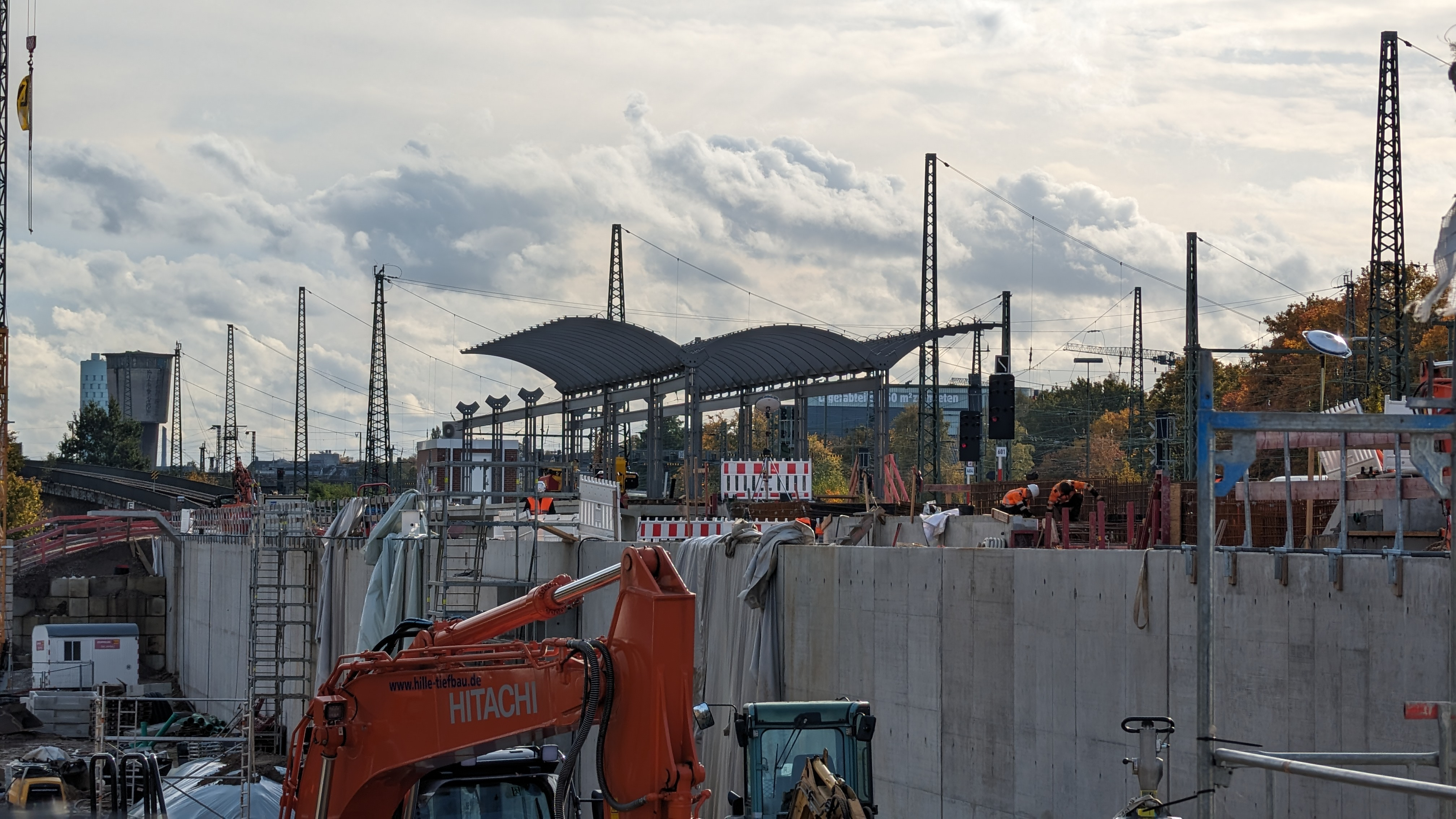
Bauarbeiten des neuen Bahnhofs im Oktober 2023 mit Blick auf den S-Bahnsteig

### Aufgabe oder Verlegung
Der Bau der Netzerweiterungen 1950 bis 1965 für die S-Bahn Hamburg mit der Überleitung von der Verbindungsbahn westlich des Bahnhofs Holstenstraße nach Norden abzweigend zur Strecke der Altona-Kaltenkirchener Eisenbahn 1962 entlastete den Bahnhof vor allem im Regionalverkehr.
Seit Elektrifizierung der Hauptstrecke nach Kiel im Jahr 1995 werden die aus Richtung Neumünster/Kiel kommenden Züge vielfach unter Umgehung des Bahnhofs Altona über Hamburg Dammtor zum Hauptbahnhof geleitet. Der Kopfbahnhof-Betrieb in Altona bereitet zudem einige Probleme: Die Fahrzeugverladung für Autoreisezüge wurde direkt über den Kopfbahnsteig abgewickelt, der gleichzeitig entlang von teilweisen Absperrungen auch von Fahrgästen anderer Züge genutzt wird. Etwa die Hälfte der Regionalzüge aus Schleswig-Holstein enden zwar wegen des Engpasses auf der Hamburg-Altonaer Verbindungsbahn noch in Altona, wobei Reisende in Richtung Hauptbahnhof teils mit der S-Bahn die Strecke zwischen den beiden Bahnhöfen überbrücken müssen. Durch Verlagerung des Güterzugverkehrs auf die nach 2005 ausgebaute Güterumgehungsbahn Hamburg könnten vermehrt Regionalzüge bis Hauptbahnhof durchfahren, wobei Altonas Bahnhof und Stadtzentrum einen Großteil ihrer Fahrgäste beziehungsweise ihrer Laufkundschaft verlieren könnten.
Seit Mitte der 1990er Jahre gibt es deshalb Überlegungen und Grobplanungen, den gesamten Bahnhof etwa 1 1⁄2 Kilometer weiter nördlich direkt an der Nord-Süd-Hauptstrecke in Höhe des jetzigen S-Bahn-Haltepunkts Diebsteich als Durchgangsbahnhof neu zu errichten. Dies hätte für den innerstädtischen Verkehr zudem den Vorteil, dass bei Auflassung des heutigen ausgedehnten Bahngeländes zwischen Stresemannstraße und Julius-Leber-Straße eine weitere Ost-West-Straßenverbindung (etwa vom Bahrenfelder Steindamm auf die Haubachstraße stoßend) angelegt werden könnte.

### „Mitte Altona“
Laut der Behörde für Stadtentwicklung und Umwelt (BSU) fanden in diesem Zusammenhang seit August 2009 vorbereitende Untersuchungen statt, im Februar 2010 wurden erste, für eine Vorstudie im Auftrag der BSU erstellte Entwürfe für die Neubebauung des Gleisgeländes veröffentlicht. Die BSU schrieb: „Die Deutsche Bahn AG plant, den Regional- und Fernbahnhof Altona nach Norden auf die Höhe des heutigen S-Bahnhofs Diebsteich zu verlegen“, und lud seit Ende Mai/Anfang Juni 2010 zu Informationsveranstaltungen zur Bürgerbeteiligung ein, die unter Betroffenen und Interessierten durchaus kontrovers eingeschätzt wurde.
Im November 2010 wurde bekanntgegeben, dass der Entwurf des Architekten André Poitiers die Ausschreibung des Masterplans für die Bebauung des Geländes gewonnen hat. Dieser Plan sieht unter anderem 2000 Wohnungen und Grünanlagen vor.
Ein rund 13 Hektar großer Teil des Geländes zwischen den jetzigen Fernbahngleisen und der Harkortstraße wird unabhängig von der noch ausstehenden Entscheidung über die Verlegung des Fernbahnhofs entwickelt.
Im April 2011 kaufte die Firma ECE Projektmanagement, die gewerbliche Großimmobilien baut und betreibt, 60.000 Quadratmeter des Geländes von der Holsten-Brauerei; in diesem Plangebiet für einen neuen Stadtteil „Mitte Altona“ will ECE erstmals Wohnungen bauen.
Anfang September 2013 teilte die Deutsche Bahn mit, erst Anfang 2014 über die Verlegung zu entscheiden. Das Unternehmen begründete dies mit Unwägbarkeiten, nachdem ein Bodengutachten eine starke Kontamination ergeben hatte. Damit könne der ursprüngliche Plan, einen Durchgangsbahnhof am Diebsteich durch Flächenerlöse zu refinanzieren, nicht mehr weiter verfolgt werden und es müsse ein neues Finanzierungsmodell gefunden werden. Aufgrund des nahe liegenden Betriebswerks Eidelstedt sollen weiterhin Züge enden.
In einer ersten Baustufe für die Neue Mitte Altona sollen in jedem Fall zunächst 1600 Wohnungen entstehen.
Am 1. Juli 2014 gab die Deutsche Bahn bekannt, den Fern- und Regionalbahnhof bis 2023 an den Standort der heutigen S-Bahn-Station Diebsteich zu verlegen. Vorgesehen ist ein achtgleisiger Bahnhof mit sechs Fern- und Regionalbahngleisen sowie zwei S-Bahn-Gleisen und einem neuen Empfangsgebäude. Damit sollen die Bahnanlagen erneuert und der Hamburger Hauptbahnhof entlastet werden. Das Planfeststellungsverfahren sollte Ende 2015 eingeleitet werden. Die Pläne werden seit Mitte März 2016 öffentlich ausgelegt.
Anfang September 2016 wurden die Pläne der Stadtentwicklungsbehörde für ein zwölf bis zwanzig Stockwerke hohes Empfangsgebäude im Stadtplanungsausschuss der Bezirksversammlung Altona von allen Fraktionen abgelehnt.
Die Stadt Hamburg sollte die Flächen des bestehenden Bahnhofs bis 30. Juni 2015 für 38,8 Millionen Euro erwerben und der DB bis zur Verlagerung des Fernbahnhofs zur Verfügung stellen. Dies war bis Ende 2014 erfolgt. Auf dem mehr als 13 Hektar großen Areal soll der zweite Entwicklungsabschnitt von Altona Mitte realisiert werden, dabei sollen 1900 Wohnungen entstehen. Die geplanten Kosten des Vorhabens wurden nicht kommuniziert; frühere Schätzungen gingen von rund 300 Millionen Euro für die Bahnhofsverlegung aus. Für die Planung sind bislang 13 Millionen Euro vorgesehen. Es gibt Protest von Seiten der Bürgerinitiative Prellbock Altona gegen die Verlegung, weil längere Reisezeiten für Pendler befürchtet werden und weil am neuen Standort kein Terminal für die Kfz-Verladung geplant ist.
Der Planfeststellungsbeschluss des Eisenbahn-Bundesamtes erging am 29. Dezember 2017. Dagegen erhoben der VCD Nord und der Sprecher der Bürgerinitiative Prellbock Altona am 12. Februar 2018 Anfechtungsklage. Ferner beantragten sie, die aufschiebende Wirkung ihrer Klage wiederherzustellen. Dem Antrag des VCD entsprach das Hamburgische Oberverwaltungsgericht durch Beschluss vom 15. August 2018. Der Planfeststellungsbeschluss leide „an einer unzureichenden Problembewältigung hinsichtlich der Verlegung der Verladeeinrichtung für Autozugverkehre“, für die es noch keine konkrete Planung gebe. Deshalb könne die Klage des VCD Nord begründet sein. Der Antrag des Sprechers der Bürgerinitiative Prellbock Altona wurde hingegen mangels Klagebefugnis abgewiesen.
Als Reaktion auf den Gerichtsbeschluss kündigte die Deutsche Bahn im November 2019 an, die Fahrzeugverladung an die S-Bahn Station Elbgaustraße in Eidelstedt zu verlegen. Auf dem dortigen Bahnbetriebsgelände soll eine Autozuganlage gebaut werden. Im Februar 2020 wurde die Planung auf einer Pressekonferenz mit dem Finanzsenator Andreas Dressel bestätigt. Zuvor war der gerichtlich verfügte Baustopp aufgehoben worden.